# Elezioni comunali in Toscana del 2024
Le elezioni comunali in Toscana del 2024 si tennero l'8 e 9 giugno 2024, con eventuale turno ballottaggio il 23 e 24 giugno, in contemporanea con le elezioni amministrative nelle altre regioni italiane. Complessivamente, si terranno voti in 183 comuni toscani, di cui 34 con popolazione superiore ai 15.000 abitanti.

## Riepilogo sindaci eletti
| Provincia | Comune                      | Popolazione legale (censimento 2011) | Sindaco uscente | Sindaco uscente         | Sindaco eletto | Sindaco eletto             | Primo turno | Primo turno | Secondo turno | Secondo turno | Seggi   |
| Provincia | Comune                      | Popolazione legale (censimento 2011) | Sindaco uscente | Sindaco uscente         | Sindaco eletto | Sindaco eletto             | Voti        | %           | Voti          | %             | Seggi   |
| --------- | --------------------------- | ------------------------------------ | --------------- | ----------------------- | -------------- | -------------------------- | ----------- | ----------- | ------------- | ------------- | ------- |
| Arezzo    | Cortona                     | 22.495                               |                 | Luciano Meoni (Ind.)    |                | Luciano Meoni (Ind.)       | 5.280       | 45,38       | 6.390         | 60,65         | 10 / 16 |
| Arezzo    | San Giovanni Valdarno       | 16.890                               |                 | Valentina Vadi (PD)     |                | Valentina Vadi (PD)        | 4.560       | 53,83       | —             | —             | 10 / 16 |
| Firenze   | Bagno a Ripoli              | 25.403                               |                 | Francesco Casini (IV)   |                | Francesco Pignotti (PD)    | 7.307       | 54,31       | —             | —             | 10 / 16 |
| Firenze   | Borgo San Lorenzo           | 18.184                               |                 | Paolo Omoboni (PD)      |                | Leonardo Romagnoli (M5S)   | 3.718       | 40,63       | 4.014         | 56,64         | 10 / 16 |
| Firenze   | Calenzano                   | 16.637                               |                 | Riccardo Prestini (PD)  |                | Giuseppe Carovani (Ind.)   | 3.894       | 41,4        | 4.043         | 64,63         | 10 / 16 |
| Firenze   | Castelfiorentino            | 17.489                               |                 | Alessio Falorni (PD)    |                | Francesca Giannì (PD)      | 4.786       | 61,53       | —             | —             | 10 / 16 |
| Firenze   | Certaldo                    | 15.935                               |                 | Giacomo Cucini (PD)     |                | Giovanni Campatelli (Ind.) | 4.042       | 51,20       | —             | —             | 10 / 16 |
| Firenze   | Empoli                      | 46.541                               |                 | Brenda Barnini (PD)     |                | Alessio Mantellassi (PD)   | 11.473      | 49,57       | 9.589         | 59,67         | 15 / 24 |
| Firenze   | Figline e Incisa Valdarno   | 23.124                               |                 | Giulia Mugnai (PD)      |                | Valerio Pianigiani (PD)    | 5.437       | 45,93       | 5.260         | 58,08         | 10 / 16 |
| Firenze   | Firenze                     | 368.079                              |                 | Dario Nardella (PD)     |                | Sara Funaro (PD)           | 78.126      | 43,17       | 82.254        | 60,56         | 22 / 36 |
| Firenze   | Fucecchio                   | 22.785                               |                 | Alessio Spinelli (PD)   |                | Emma Donnini (PD)          | 5.819       | 55,95       | —             | —             | 10 / 16 |
| Firenze   | Lastra a Signa              | 18.960                               |                 | Angela Bagni (PD)       |                | Emanuele Caporaso (PD)     | 5.090       | 55,02       | —             | —             | 10 / 16 |
| Firenze   | Pontassieve                 | 20.529                               |                 | Monica Marini (PD)      |                | Carlo Boni (PD)            | 7.031       | 67,39       | —             | —             | 12 / 16 |
| Firenze   | San Casciano in Val di Pesa | 16.883                               |                 | Roberto Ciappi (PD)     |                | Roberto Ciappi (PD)        | 6.563       | 71,91       | —             | —             | 12 / 16 |
| Firenze   | Scandicci                   | 49.765                               |                 | Sandro Fallani (PD)     |                | Claudia Sereni (PD)        | 13.646      | 55,81       | —             | —             | 15 / 24 |
| Firenze   | Signa                       | 17.451                               |                 | Giampiero Fossi (PD)    |                | Giampiero Fossi (PD)       | 3.987       | 49,13       | 3.223         | 51,92         | 10 / 16 |
| Grosseto  | Follonica                   | 21.479                               |                 | Andrea Benini (PD)      |                | Matteo Buoncristiani (FdI) | 5.622       | 50,46       | —             | —             | 10 / 16 |
| Livorno   | Livorno                     | 157.052                              |                 | Luca Salvetti (Ind.)    |                | Luca Salvetti (Ind.)       | 37.478      | 51,74       | —             | —             | 20 / 32 |
| Livorno   | Cecina                      | 27.992                               |                 | Vincenza Filippi        |                | Lia Burgalassi (PD)        | 3.891       | 27,14       | 6.261         | 54,08         | 10 / 16 |
| Livorno   | Collesalvetti               | 16.707                               |                 | Adelio Antolini (PD)    |                | Sara Paoli (PD)            | 2.181       | 27,08       | 3.093         | 57,43         | 10 / 16 |
| Livorno   | Piombino                    | 34.419                               |                 | Francesco Ferrari (FdI) |                | Francesco Ferrari (FdI)    | 8.383       | 49,22       | 8.402         | 57,48         | 15 / 24 |
| Livorno   | Rosignano Marittimo         | 31.752                               |                 | Daniele Donati (PD)     |                | Claudio Marabotti (M5S)    | 4.745       | 31,17       | 6.077         | 56,11         | 15 / 24 |
| Lucca     | Capannori                   | 44.898                               |                 | Luca Menesini (PD)      |                | Giordano Del Chiaro (PD)   | 13.869      | 62,35       | —             | —             | 16 / 24 |
| Pisa      | Ponsacco                    | 15.237                               |                 | Francesca Brogi (PD)    |                | Gabriele Gasperini (Ind.)  | 2.371       | 30,94       | 3.665         | 55,79         | 10 / 16 |
| Pisa      | Pontedera                   | 28.061                               |                 | Matteo Franconi (PD)    |                | Matteo Franconi (PD)       | 6.938       | 49,3        | 6,274         | 53,9          | 10 / 16 |
| Pisa      | San Giuliano Terme          | 31.103                               |                 | Sergio Di Maio (PD)     |                | Matteo Cecchelli (PD)      | 10.488      | 65,05       | —             | —             | 16 / 24 |
| Pisa      | San Miniato                 | 27.585                               |                 | Simone Giglioli (PD)    |                | Simone Giglioli (PD)       | 5.756       | 40,78       | 5.647         | 53,89         | 10 / 16 |
| Pistoia   | Agliana                     | 17.950                               |                 | Luca Benesperi (Ind.)   |                | Luca Benesperi (Ind.)      | 3.999       | 47,17       | 3.651         | 53,24         | 10 / 16 |
| Pistoia   | Monsummano Terme            | 20.767                               |                 | Simona De Caro (PD)     |                | Simona De Caro (PD)        | 5.591       | 56,49       | —             | —             | 10 / 16 |
| Pistoia   | Montecatini Terme           | 19.674                               |                 | Luca Baroncini (LSP)    |                | Claudio Del Rosso (PD)     | 2.494       | 27,23       | 3.499         | 50,06         | 10 / 16 |
| Prato     | Prato                       | 185.456                              |                 | Matteo Biffoni (PD)     |                | Ilaria Bugetti (PD)        | 42.947      | 52,22       | —             | —             | 20 / 32 |
| Prato     | Montemurlo                  | 19.100                               |                 | Simone Calamai (PD)     |                | Simone Calamai (PD)        | 6.698       | 76,48       | —             | —             | 12 / 16 |
| Siena     | Colle di Val d'Elsa         | 21.256                               |                 | Alessandro Donati (PD)  |                | Piero Pii (SpC)            | 5.026       | 43,92       | 5.094         | 52,54         | 10 / 16 |
| Siena     | Poggibonsi                  | 28.952                               |                 | David Bussagli (PD)     |                | Susanna Cenni (PD)         | 6.975       | 48,91       | 6.889         | 60,62         | 10 / 16 |

## Arezzo

### Cortona
|                               | Luciano Meoni Accede al ballottaggio  | 5 280                | 45,38 | Futuro per Cortona             | 4 380  | 39,48 | 9  |  |  |
| Centro Destra Meoni Sindaco   | Luciano Meoni Accede al ballottaggio  | 5 280                | 45,38 | 535                            | 4,82   | 1     |    |  |  |
|                               | Andrea Vignini Accede al ballottaggio | 4 140                | 35,58 | Partito Democratico            | 3 035  | 27,35 | 3  |  |  |
| Cortona civica                | Andrea Vignini Accede al ballottaggio | 4 140                | 35,58 | 829                            | 7,47   | 1     |    |  |  |
| Movimento 5 Stelle            | Andrea Vignini Accede al ballottaggio | 4 140                | 35,58 | 216                            | 1,95   | –     |    |  |  |
| Seggio di coalizione          | Seggio di coalizione                  | Seggio di coalizione | 35,58 | 1                              |        |       |    |  |  |
|                               | Nicola Carini                         | 1 574                | 13,53 | Carini Sindaco (FI - FdI - NM) | 982    | 8,85  | –  |  |  |
| Lega per Salvini Premier      | Nicola Carini                         | 1 574                | 13,53 | 312                            | 2,81   | –     |    |  |  |
| Alleanza Civica Cortona       | Nicola Carini                         | 1 574                | 13,53 | 185                            | 1,67   | –     |    |  |  |
| Seggio di coalizione          | Seggio di coalizione                  | Seggio di coalizione | 13,53 | 1                              |        |       |    |  |  |
|                               | Verusca Castellani                    | 463                  | 3,98  | Uniti a Sinistra per Cortona   | 446    | 4,02  | –  |  |  |
|                               | Sara Baldetti                         | 178                  | 1,53  | Italia Viva                    | 175    | 1,58  | –  |  |  |
| Totale                        | Totale                                | 11 635               | 100   |                                | 11 095 | 100   | 16 |  |  |
|                               |                                       |                      |       |                                |        |       |    |  |  |
| Fonte: Ministero dell'interno |                                       |                      |       |                                |        |       |    |  |  |

1. ↑  Include candidati di Rifondazione Comunista

Ballottaggio
| Candidati | Candidati                | Voti   | %     |
| --------- | ------------------------ | ------ | ----- |
|           | Luciano Meoni ✔️ Sindaco | 6.390  | 60,65 |
|           | Andrea Vignini           | 4.145  | 39,35 |
| Totale    | Totale                   | 10.535 | 100   |

### San Giovanni Valdarno
|                                                           | Valentina Vadi ✔️ Sindaca | 4 560                | 53,83 | Partito Democratico                                          | 2 031 | 26,43 | 5  |  |  |
| SGV 2029                                                  | Valentina Vadi ✔️ Sindaca | 4 560                | 53,83 | 1 605                                                        | 20,89 | 4     |    |  |  |
| Alleanza Verdi e Sinistra                                 | Valentina Vadi ✔️ Sindaca | 4 560                | 53,83 | 395                                                          | 5,14  | 1     |    |  |  |
|                                                           | Lisa Vannelli             | 2 755                | 32,52 | Lisa Vannelli Sindaco                                        | 1 716 | 22,34 | 3  |  |  |
| Liste Civiche Sangiovannesi                               | Lisa Vannelli             | 2 755                | 32,52 | 622                                                          | 8,10  | 1     |    |  |  |
| Alleanza Liberaldemocratici e Riformisti per San Giovanni | Lisa Vannelli             | 2 755                | 32,52 | 162                                                          | 2,11  | 0     |    |  |  |
| Unici e Uniti                                             | Lisa Vannelli             | 2 755                | 32,52 | 60                                                           | 0,78  | 0     |    |  |  |
| Seggio di coalizione                                      | Seggio di coalizione      | Seggio di coalizione | 32,52 | 1                                                            |       |       |    |  |  |
|                                                           | Vittorio Tinagli          | 634                  | 7,48  | Centrodestra per San Giovanni Valdarno (FdI - LSP - FI - NM) | 613   | 7,98  | –  |  |  |
| Seggio di coalizione                                      | Seggio di coalizione      | Seggio di coalizione | 7,48  | 1                                                            |       |       |    |  |  |
|                                                           | Alice Vieri               | 522                  | 6,16  | Progressisti per San Giovanni (M5S - PRC)                    | 479   | 6,23  | –  |  |  |
| Totale                                                    | Totale                    | 8 471                | 100   |                                                              | 7 683 | 100   | 16 |  |  |
|                                                           |                           |                      |       |                                                              |       |       |    |  |  |
| Schede bianche                                            | Schede bianche            | 128                  | 1,46  |                                                              |       |       |    |  |  |
| Schede nulle                                              | Schede nulle              | 192                  | 2,18  |                                                              |       |       |    |  |  |
| Votanti                                                   | Votanti                   | 8 793                | 67,35 |                                                              |       |       |    |  |  |
| Elettori                                                  | Elettori                  | 13 056               |       |                                                              |       |       |    |  |  |
|                                                           |                           |                      |       |                                                              |       |       |    |  |  |
| Fonte: Ministero dell'interno                             |                           |                      |       |                                                              |       |       |    |  |  |

## Firenze

### Firenze
| Candidati                        | Candidati                    | II turno                     | II turno                     | I turno | I turno | Liste                    | Voti    | %     | Seggi |
| Candidati                        | Candidati                    | Voti                         | %                            | Voti    | %       | Liste                    | Voti    | %     | Seggi |
| -------------------------------- | ---------------------------- | ---------------------------- | ---------------------------- | ------- | ------- | ------------------------ | ------- | ----- | ----- |
|                                  | Sara Funaro ✔️ Sindaca       | 82 254                       | 60,56                        | 78 126  | 43,17   | Partito Democratico      | 51 617  | 30,04 | 16    |
| Sara Funaro sindaca              | Sara Funaro ✔️ Sindaca       | 82 254                       | 60,56                        | 78 126  | 43,17   | 10 581                   | 6,16    | 3     |       |
| Alleanza Verdi e Sinistra        | Sara Funaro ✔️ Sindaca       | 82 254                       | 60,56                        | 78 126  | 43,17   | 9 282                    | 5,40    | 3     |       |
| Azione - Siamo Europei           | Sara Funaro ✔️ Sindaca       | 82 254                       | 60,56                        | 78 126  | 43,17   | 2 075                    | 1,21    | –     |       |
| +Europa                          | Sara Funaro ✔️ Sindaca       | 82 254                       | 60,56                        | 78 126  | 43,17   | 1 325                    | 0,77    | –     |       |
| Anima Firenze                    | Sara Funaro ✔️ Sindaca       | 82 254                       | 60,56                        | 78 126  | 43,17   | 845                      | 0,49    | –     |       |
| Centro                           | Sara Funaro ✔️ Sindaca       | 82 254                       | 60,56                        | 78 126  | 43,17   | 351                      | 0,20    | –     |       |
|                                  | Eike Schmidt                 | 53 558                       | 39,44                        | 59 465  | 32,86   | Fratelli d'Italia        | 22 597  | 13,15 | 4     |
| Eike Schmidt sindaco             | Eike Schmidt                 | 53 558                       | 39,44                        | 59 465  | 32,86   | 16 458                   | 9,58    | 2     |       |
| Lega per Salvini Premier         | Eike Schmidt                 | 53 558                       | 39,44                        | 59 465  | 32,86   | 8 695                    | 5,06    | 1     |       |
| Forza Italia                     | Eike Schmidt                 | 53 558                       | 39,44                        | 59 465  | 32,86   | 7 267                    | 4,23    | 1     |       |
| Seggio di coalizione             | Seggio di coalizione         | Seggio di coalizione         | 39,44                        | 59 465  | 32,86   | 1                        |         |       |       |
|                                  | Stefania Saccardi            | Stefania Saccardi            | Stefania Saccardi            | 13 186  | 7,29    | Al Centro con Saccardi   | 12 616  | 7,34  | 2     |
|                                  | Cecilia Del Re               | Cecilia Del Re               | Cecilia Del Re               | 11 240  | 6,21    | Firenze Democratica      | 10 363  | 6,03  | 1     |
|                                  | Dimitrij Gabriellovic Palagi | Dimitrij Gabriellovic Palagi | Dimitrij Gabriellovic Palagi | 9 868   | 5,45    | Sinistra Progetto Comune | 7 634   | 4,44  | –     |
| Firenze Ambientalista e Solidale | Dimitrij Gabriellovic Palagi | Dimitrij Gabriellovic Palagi | Dimitrij Gabriellovic Palagi | 9 868   | 5,45    | 1 161                    | 0,68    | –     |       |
| Seggio di coalizione             | Seggio di coalizione         | Seggio di coalizione         | Dimitrij Gabriellovic Palagi | 9 868   | 5,45    | 1                        |         |       |       |
|                                  | Lorenzo Masi                 | Lorenzo Masi                 | Lorenzo Masi                 | 6 068   | 3,35    | Movimento 5 Stelle       | 6 068   | 3,53  | 1     |
|                                  | Francesca Marrazza           | Francesca Marrazza           | Francesca Marrazza           | 1 004   | 0,55    | Ribella Firenze (A)      | 981     | 0,57  | –     |
|                                  | Alessandro De Giuli          | Alessandro De Giuli          | Alessandro De Giuli          | 877     | 0,48    | Firenze Rinasce          | 849     | 0,49  | –     |
|                                  | Francesco Zini               | Francesco Zini               | Francesco Zini               | 722     | 0,40    | Firenze cambia           | 686     | 0,40  | –     |
|                                  | Andrea Asciuti               | Andrea Asciuti               | Andrea Asciuti               | 403     | 0,22    | Firenze Vera             | 394     | 0,23  | –     |
| Totale                           | Totale                       | 135 812                      | 100                          | 180 959 | 100     |                          | 171 845 | 100   | 32    |
|                                  |                              |                              |                              |         |         |                          |         |       |       |
| Schede bianche                   | Schede bianche               | 1 598                        | 0,86                         |         |         |                          |         |       |       |
| Schede nulle                     | Schede nulle                 | 3 397                        | 1,83                         |         |         |                          |         |       |       |
| Votanti                          | Votanti                      | 185 954                      | 64,44                        |         |         |                          |         |       |       |
| Elettori                         | Elettori                     | 288 571                      |                              | 288 571 |         |                          |         |       |       |
|                                  |                              |                              |                              |         |         |                          |         |       |       |
| Fonte: Ministero dell'interno    |                              |                              |                              |         |         |                          |         |       |       |

1. ↑  La lista comprende candidati di Volt Italia
2. ↑  La lista comprende candidati del Partito Repubblicano Italiano
3. ↑  La lista comprende anche Noi moderati e PLI
4. ↑  La lista comprende Partito Socialista Italiano, Italia Viva e LibDem
5. ↑  La lista comprende candidati di Possibile, Potere al Popolo! e Rifondazione Comunista
6. ↑  Lista sostenuta dal Movimento 3V.
7. ↑  La lista comprende anche Insieme
8. ↑  La lista comprende Indipendenza! e Popolo della Famiglia.

### Bagno a Ripoli
|                                        | Francesco Pignotti ✔️ Sindaco | 7 307                | 54,31 | Partito Democratico                                                          | 5 453  | 42,12 | 9  |  |  |
| Bagno a Ripoli al Centro - Riformisti  | Francesco Pignotti ✔️ Sindaco | 7 307                | 54,31 | 1 158                                                                        | 8,94   | 1     |    |  |  |
| Sinistra e Ambiente per Bagno a Ripoli | Francesco Pignotti ✔️ Sindaco | 7 307                | 54,31 | 514                                                                          | 3,97   | –     |    |  |  |
|                                        | Sonia Redini                  | 2 512                | 18,67 | Per una Cittadinanza Attiva                                                  | 1 626  | 12,56 | 1  |  |  |
| Movimento 5 Stelle                     | Sonia Redini                  | 2 512                | 18,67 | 416                                                                          | 3,21   | –     |    |  |  |
| Rifondazione Comunista                 | Sonia Redini                  | 2 512                | 18,67 | 307                                                                          | 2,37   | –     |    |  |  |
| Seggio di coalizione                   | Seggio di coalizione          | Seggio di coalizione | 18,67 | 1                                                                            |        |       |    |  |  |
|                                        | Michele Barbarossa            | 2 479                | 18,42 | Fratelli d'Italia                                                            | 2 445  | 18,89 | 2  |  |  |
| Seggio di coalizione                   | Seggio di coalizione          | Seggio di coalizione | 18,42 | 1                                                                            |        |       |    |  |  |
|                                        | Francesca Cellini             | 1 157                | 8,60  | Sinistra per Bagno a Ripoli - Sinistra Civica Ecologista - Sinistra Italiana | 538    | 4,16  | –  |  |  |
| Bagno a Ripoli Futura                  | Francesca Cellini             | 1 157                | 8,60  | 489                                                                          | 3,78   | –     |    |  |  |
| Seggio di coalizione                   | Seggio di coalizione          | Seggio di coalizione | 8,60  | 1                                                                            |        |       |    |  |  |
| Totale                                 | Totale                        | 13 455               | 100   |                                                                              | 12 946 | 100   | 16 |  |  |
|                                        |                               |                      |       |                                                                              |        |       |    |  |  |
| Schede bianche                         | Schede bianche                | 160                  | 1,16  |                                                                              |        |       |    |  |  |
| Schede nulle                           | Schede nulle                  | 233                  | 1,68  |                                                                              |        |       |    |  |  |
| Votanti                                | Votanti                       | 13 848               | 66,90 |                                                                              |        |       |    |  |  |
| Elettori                               | Elettori                      | 20 700               |       |                                                                              |        |       |    |  |  |
|                                        |                               |                      |       |                                                                              |        |       |    |  |  |
| Fonte: Ministero dell'interno          |                               |                      |       |                                                                              |        |       |    |  |  |

1. ↑  La lista comprende Azione, Italia Viva, +Europa, Partito Socialista Italiano e LibDem
2. ↑  Lista appoggiata anche da Lega per Salvini Premier e Forza Italia

### Borgo San Lorenzo
|                                        | Leonardo Romagnoli Accede al ballottaggio | 3 718                | 40,63 | Progressisti Democratici                  | 1 693 | 19,51 | 5  |  |  |
| Borgo in Comune                        | Leonardo Romagnoli Accede al ballottaggio | 3 718                | 40,63 | 1 316                                     | 15,17 | 4     |    |  |  |
| Movimento 5 Stelle                     | Leonardo Romagnoli Accede al ballottaggio | 3 718                | 40,63 | 476                                       | 5,49  | 1     |    |  |  |
|                                        | Cristina Becchi Accede al ballottaggio    | 3 547                | 38,77 | Partito Democratico                       | 2 158 | 24,87 | 3  |  |  |
| Insieme per Borgo                      | Cristina Becchi Accede al ballottaggio    | 3 547                | 38,77 | 636                                       | 7,33  | –     |    |  |  |
| Italia Viva                            | Cristina Becchi Accede al ballottaggio    | 3 547                | 38,77 | 336                                       | 3,87  | –     |    |  |  |
| A Sinistra con Cristina Becchi Sindaco | Cristina Becchi Accede al ballottaggio    | 3 547                | 38,77 | 269                                       | 3,10  | –     |    |  |  |
| Seggio di coalizione                   | Seggio di coalizione                      | Seggio di coalizione | 38,77 | 1                                         |       |       |    |  |  |
|                                        | Fulvia Penni                              | 1 885                | 20,60 | Borgovisione (FI - UdC - PdF - LSP - FdI) | 866   | 9,98  | 1  |  |  |
| Borgorosso                             | Fulvia Penni                              | 1 885                | 20,60 | 746                                       | 8,60  | –     |    |  |  |
| Borgomissione                          | Fulvia Penni                              | 1 885                | 20,60 | 180                                       | 2,07  | –     |    |  |  |
| Seggio di coalizione                   | Seggio di coalizione                      | Seggio di coalizione | 20,60 | 1                                         |       |       |    |  |  |
| Totale                                 | Totale                                    | 9 150                | 100   |                                           | 8 676 | 100   | 16 |  |  |
|                                        |                                           |                      |       |                                           |       |       |    |  |  |
| Schede bianche                         | Schede bianche                            | 190                  | 1,97  |                                           |       |       |    |  |  |
| Schede nulle                           | Schede nulle                              | 309                  | 3,20  |                                           |       |       |    |  |  |
| Votanti                                | Votanti                                   | 9 649                | 66,38 |                                           |       |       |    |  |  |
| Elettori                               | Elettori                                  | 14 537               |       |                                           |       |       |    |  |  |
|                                        |                                           |                      |       |                                           |       |       |    |  |  |
| Fonte: Ministero dell'interno          |                                           |                      |       |                                           |       |       |    |  |  |

Ballottaggio
| Candidati | Candidati                     | Voti  | %     |
| --------- | ----------------------------- | ----- | ----- |
|           | Leonardo Romagnoli ✔️ Sindaco | 4.014 | 56,64 |
|           | Cristina Becchi               | 3.073 | 43,36 |
| Totale    | Totale                        | 7.087 | 100   |

### Calenzano
|                                         | Giuseppe Carovani Accede al ballottaggio | 3 894                | 41,40 | Sinistra per Calenzano                             | 2 177 | 24,85 | 7  |  |  |
| Per la mia Città                        | Giuseppe Carovani Accede al ballottaggio | 3 894                | 41,40 | 673                                                | 7,68  | 2     |    |  |  |
| Calenzano Democratica                   | Giuseppe Carovani Accede al ballottaggio | 3 894                | 41,40 | 590                                                | 6,74  | 1     |    |  |  |
|                                         | Maria Arena Accede al ballottaggio       | 3 191                | 33,93 | Partito Democratico                                | 2 089 | 23,85 | 3  |  |  |
| Calenzano in Movimento                  | Maria Arena Accede al ballottaggio       | 3 191                | 33,93 | 555                                                | 6,34  | –     |    |  |  |
| Futura                                  | Maria Arena Accede al ballottaggio       | 3 191                | 33,93 | 512                                                | 5,84  | –     |    |  |  |
| Seggio di coalizione                    | Seggio di coalizione                     | Seggio di coalizione | 33,93 | 1                                                  |       |       |    |  |  |
|                                         | Daniele Baratti                          | 2 058                | 21,88 | Fratelli d'Italia                                  | 1 185 | 13,53 | 1  |  |  |
| Lega per Salvini Premier - Forza Italia | Daniele Baratti                          | 2 058                | 21,88 | 731                                                | 8,34  | –     |    |  |  |
| Seggio di coalizione                    | Seggio di coalizione                     | Seggio di coalizione | 21,88 | 1                                                  |       |       |    |  |  |
|                                         | Federica Brunori                         | 262                  | 2,79  | Calenzano al Centro (Italia Viva - Libdem Europei) | 248   | 2,83  | –  |  |  |
| Totale                                  | Totale                                   | 9 405                | 100   |                                                    | 8 760 | 100   | 16 |  |  |
|                                         |                                          |                      |       |                                                    |       |       |    |  |  |
| Schede bianche                          | Schede bianche                           | 111                  | 1,14  |                                                    |       |       |    |  |  |
| Schede nulle                            | Schede nulle                             | 230                  | 2,36  |                                                    |       |       |    |  |  |
| Votanti                                 | Votanti                                  | 9 746                | 67,86 |                                                    |       |       |    |  |  |
| Elettori                                | Elettori                                 | 14 361               |       |                                                    |       |       |    |  |  |
|                                         |                                          |                      |       |                                                    |       |       |    |  |  |
| Fonte: Ministero dell'interno           |                                          |                      |       |                                                    |       |       |    |  |  |

Ballottaggio
| Candidati | Candidati                    | Voti  | %     |
| --------- | ---------------------------- | ----- | ----- |
|           | Giuseppe Carovani ✔️ Sindaco | 4.043 | 64,63 |
|           | Maria Arena                  | 2.213 | 35,37 |
| Totale    | Totale                       | 7.087 | 100   |

### Castelfiorentino
|                                         | Francesca Giannì ✔️ Sindaca | 4 786                | 61,53 | Partito Democratico           | 3 722 | 49,58 | 8  |  |  |
| Castelfiorentino - Una Città per Vivere | Francesca Giannì ✔️ Sindaca | 4 786                | 61,53 | 906                           | 12,07 | 2     |    |  |  |
|                                         | Susi Giglioli               | 1 901                | 24,44 | Fratelli d'Italia             | 1 059 | 14,11 | 2  |  |  |
| Lega per Salvini Premier                | Susi Giglioli               | 1 901                | 24,44 | 759                           | 10,11 | 1     |    |  |  |
| Seggio di coalizione                    | Seggio di coalizione        | Seggio di coalizione | 24,44 | 1                             |       |       |    |  |  |
|                                         | Fabrizio Macchi             | 501                  | 6,44  | Movimento 5 Stelle            | 346   | 4,61  | –  |  |  |
| Europa Verde                            | Fabrizio Macchi             | 501                  | 6,44  | 139                           | 1,85  | –     |    |  |  |
| Seggio di coalizione                    | Seggio di coalizione        | Seggio di coalizione | 6,44  | 1                             |       |       |    |  |  |
|                                         | Stefano Burgassi            | 428                  | 5,50  | Castelfiorentino di Tutti     | 424   | 5,65  | –  |  |  |
| Seggio di coalizione                    | Seggio di coalizione        | Seggio di coalizione | 5,50  | 1                             |       |       |    |  |  |
|                                         | Xhonfranco Qazimi           | 162                  | 2,08  | Castellani per il Cambiamento | 152   | 2,02  | –  |  |  |
| Totale                                  | Totale                      | 7 778                | 100   |                               | 7 507 | 100   | 16 |  |  |
|                                         |                             |                      |       |                               |       |       |    |  |  |
| Schede bianche                          | Schede bianche              | 141                  | 1,72  |                               |       |       |    |  |  |
| Schede nulle                            | Schede nulle                | 289                  | 3,52  |                               |       |       |    |  |  |
| Votanti                                 | Votanti                     | 8 208                | 62,37 |                               |       |       |    |  |  |
| Elettori                                | Elettori                    | 13 161               |       |                               |       |       |    |  |  |
|                                         |                             |                      |       |                               |       |       |    |  |  |
| Fonte: Ministero dell'interno           |                             |                      |       |                               |       |       |    |  |  |

### Certaldo
|                               | Giovanni Campatelli ✔️ Sindaco | 4 042                | 51,20 | Partito Democratico | 2 766 | 36,55 | 8  |  |  |
| Sarà Certaldo                 | Giovanni Campatelli ✔️ Sindaco | 4 042                | 51,20 | 682                 | 9,01  | 1     |    |  |  |
| Alleanza Verdi e Sinistra     | Giovanni Campatelli ✔️ Sindaco | 4 042                | 51,20 | 488                 | 6,45  | 1     |    |  |  |
|                               | Pardo Cellini                  | 2 346                | 29,72 | Più Certaldo        | 1 875 | 24,78 | 3  |  |  |
| IoDonne                       | Pardo Cellini                  | 2 346                | 29,72 | 292                 | 3,86  | –     |    |  |  |
| Seggio di coalizione          | Seggio di coalizione           | Seggio di coalizione | 29,72 | 1                   |       |       |    |  |  |
|                               | Lucia Masini                   | 1 506                | 19,08 | Fratelli d'Italia   | 892   | 11,79 | 1  |  |  |
| Lega per Salvini Premier      | Lucia Masini                   | 1 506                | 19,08 | 362                 | 4,78  | –     |    |  |  |
| Forza Italia                  | Lucia Masini                   | 1 506                | 19,08 | 210                 | 2,78  | –     |    |  |  |
| Seggio di coalizione          | Seggio di coalizione           | Seggio di coalizione | 19,08 | 1                   |       |       |    |  |  |
| Totale                        | Totale                         | 7 894                | 100   |                     | 7 567 | 100   | 16 |  |  |
|                               |                                |                      |       |                     |       |       |    |  |  |
| Schede bianche                | Schede bianche                 | 95                   | 1,15  |                     |       |       |    |  |  |
| Schede nulle                  | Schede nulle                   | 235                  | 2,86  |                     |       |       |    |  |  |
| Votanti                       | Votanti                        | 8 226                | 64,94 |                     |       |       |    |  |  |
| Elettori                      | Elettori                       | 12 667               |       |                     |       |       |    |  |  |
|                               |                                |                      |       |                     |       |       |    |  |  |
| Fonte: Ministero dell'interno |                                |                      |       |                     |       |       |    |  |  |

### Empoli
|                                                | Alessio Mantellassi Accede al ballottaggio | 11 473               | 49,57 | Partito Democratico      | 6 299  | 28,61 | 9  |  |  |
| Una Storia Empolese                            | Alessio Mantellassi Accede al ballottaggio | 11 473               | 49,57 | 2 771                    | 12,59  | 4     |    |  |  |
| Alleanza Verdi e Sinistra                      | Alessio Mantellassi Accede al ballottaggio | 11 473               | 49,57 | 873                      | 3,97   | 1     |    |  |  |
| Questa è Empoli                                | Alessio Mantellassi Accede al ballottaggio | 11 473               | 49,57 | 838                      | 3,81   | 1     |    |  |  |
| Azione - Siamo Europei                         | Alessio Mantellassi Accede al ballottaggio | 11 473               | 49,57 | 381                      | 1,73   | –     |    |  |  |
|                                                | Leonardo Masi Accede al ballottaggio       | 4 460                | 19,27 | Buongiorno Empoli        | 1 432  | 6,51  | 1  |  |  |
| Movimento 5 Stelle                             | Leonardo Masi Accede al ballottaggio       | 4 460                | 19,27 | 1 265                    | 5,75   | 1     |    |  |  |
| Siamo Empoli                                   | Leonardo Masi Accede al ballottaggio       | 4 460                | 19,27 | 1 243                    | 5,65   | –     |    |  |  |
| Seggio di coalizione                           | Seggio di coalizione                       | Seggio di coalizione | 19,27 | 1                        |        |       |    |  |  |
|                                                | Simone Campinoti                           | 4 084                | 17,65 | Fratelli d'Italia        | 2 370  | 10,77 | 3  |  |  |
| #Empoli del Fare                               | Simone Campinoti                           | 4 084                | 17,65 | 646                      | 2,93   | –     |    |  |  |
| Forza Italia                                   | Simone Campinoti                           | 4 084                | 17,65 | 553                      | 2,51   | –     |    |  |  |
| Lega per Salvini Premier                       | Simone Campinoti                           | 4 084                | 17,65 | 415                      | 1,89   | –     |    |  |  |
| Seggio di coalizione                           | Seggio di coalizione                       | Seggio di coalizione | 17,65 | 1                        |        |       |    |  |  |
|                                                | Andrea Poggianti                           | 2 790                | 12,05 | Centro-destra per Empoli | 1 728  | 7,85  | 1  |  |  |
| La mia Empoli                                  | Andrea Poggianti                           | 2 790                | 12,05 | 876                      | 3,98   | –     |    |  |  |
| Seggio di coalizione                           | Seggio di coalizione                       | Seggio di coalizione | 12,05 | 1                        |        |       |    |  |  |
|                                                | Maria Grazia Maestrelli                    | 337                  | 1,46  | Empoli al Centro         | 323    | 1,47  | –  |  |  |
| Totale                                         | Totale                                     | 23 144               | 100   |                          | 22 013 | 100   | 24 |  |  |
|                                                |                                            |                      |       |                          |        |       |    |  |  |
| Schede bianche                                 | Schede bianche                             | 255                  | 1,07  |                          |        |       |    |  |  |
| Schede nulle                                   | Schede nulle                               | 513                  | 2,15  |                          |        |       |    |  |  |
| Votanti                                        | Votanti                                    | 23 912               | 66,17 |                          |        |       |    |  |  |
| Elettori                                       | Elettori                                   | 36 136               |       |                          |        |       |    |  |  |
|                                                |                                            |                      |       |                          |        |       |    |  |  |
| Fonte: Elezioni trasparenti - Comune di Empoli |                                            |                      |       |                          |        |       |    |  |  |

1. ↑  Lista appoggiata da Rifondazione Comunista[3]

Ballottaggio
| Candidati | Candidati                      | Voti   | %     |
| --------- | ------------------------------ | ------ | ----- |
|           | Alessio Mantellassi ✔️ Sindaco | 9.589  | 59,67 |
|           | Leonardo Masi                  | 6.481  | 40,33 |
| Totale    | Totale                         | 16.070 | 100   |

### Figline e Incisa Valdarno
|                                                                   | Valerio Pianigiani Accede al ballottaggio | 5 437                | 45,93 | Partito Democratico         | 3 222  | 28,81 | 7  |  |  |
| Valerio Pianigiani Sindaco                                        | Valerio Pianigiani Accede al ballottaggio | 5 437                | 45,93 | 747                         | 6,68   | 1     |    |  |  |
| Insieme                                                           | Valerio Pianigiani Accede al ballottaggio | 5 437                | 45,93 | 539                         | 4,82   | 1     |    |  |  |
| Movimento 5 Stelle                                                | Valerio Pianigiani Accede al ballottaggio | 5 437                | 45,93 | 415                         | 3,71   | 1     |    |  |  |
| Alleanza Verdi e Sinistra                                         | Valerio Pianigiani Accede al ballottaggio | 5 437                | 45,93 | 311                         | 2,78   | –     |    |  |  |
|                                                                   | Silvio Pittori Accede al ballottaggio     | 3 591                | 30,34 | Alleanza Civica             | 1 542  | 13,79 | 2  |  |  |
| Fratelli d'Italia                                                 | Silvio Pittori Accede al ballottaggio     | 3 591                | 30,34 | 1 127                       | 10,08  | 1     |    |  |  |
| Forza Italia                                                      | Silvio Pittori Accede al ballottaggio     | 3 591                | 30,34 | 558                         | 4,99   | –     |    |  |  |
| Lega per Salvini Premier                                          | Silvio Pittori Accede al ballottaggio     | 3 591                | 30,34 | 205                         | 1,83   | –     |    |  |  |
| Seggio di coalizione                                              | Seggio di coalizione                      | Seggio di coalizione | 30,34 | 1                           |        |       |    |  |  |
|                                                                   | Enrico Buoncompagni                       | 1 791                | 15,13 | Enrico Buoncompagni Sindaco | 1 313  | 11,74 | 1  |  |  |
| Fare Ora!                                                         | Enrico Buoncompagni                       | 1 791                | 15,13 | 278                         | 2,49   | –     |    |  |  |
| Seggio di coalizione                                              | Seggio di coalizione                      | Seggio di coalizione | 15,13 | 1                           |        |       |    |  |  |
|                                                                   | Giorgia Arcamone                          | 625                  | 5,28  | CambiaMenti                 | 545    | 4,87  | –  |  |  |
|                                                                   | Marco Pompeo                              | 200                  | 1,69  | Sinistra per l'Alternativa  | 198    | 1,77  | –  |  |  |
|                                                                   | Leonardo Pagliazzi                        | 193                  | 1,63  | Idea Comune                 | 185    | 1,65  | –  |  |  |
| Totale                                                            | Totale                                    | 11 837               | 100   |                             | 11 185 | 100   | 16 |  |  |
|                                                                   |                                           |                      |       |                             |        |       |    |  |  |
| Schede bianche                                                    | Schede bianche                            | 134                  | 1,09  |                             |        |       |    |  |  |
| Schede nulle                                                      | Schede nulle                              | 275                  | 2,25  |                             |        |       |    |  |  |
| Votanti                                                           | Votanti                                   | 12 246               | 66,42 |                             |        |       |    |  |  |
| Elettori                                                          | Elettori                                  | 18 437               |       |                             |        |       |    |  |  |
|                                                                   |                                           |                      |       |                             |        |       |    |  |  |
| Fonte: Elezioni trasparenti - Comune di Figline e Incisa Valdarno |                                           |                      |       |                             |        |       |    |  |  |

1. ↑  La lista include Partito Socialista Italiano, Azione e +Europa
2. ↑  La lista comprende Italia Viva
3. ↑  La lista comprende candidati di Partito Comunista Italiano, Rifondazione Comunista e Potere al Popolo!

Ballottaggio
| Candidati | Candidati                     | Voti  | %     |
| --------- | ----------------------------- | ----- | ----- |
|           | Valerio Pianigiani ✔️ Sindaco | 5.260 | 58,08 |
|           | Silvio Pittori                | 3.796 | 41,92 |
| Totale    | Totale                        | 9.056 | 100   |

### Fucecchio
|                                                   | Emma Donnini ✔️ Sindaco | 5 819                | 55,95 | Partito Democratico | 4 138  | 41,16 | 9  |  |  |
| Orgoglio Fucecchiese                              | Emma Donnini ✔️ Sindaco | 5 819                | 55,95 | 755                 | 7,51   | 1     |    |  |  |
| Alleanza Verdi e Sinistra                         | Emma Donnini ✔️ Sindaco | 5 819                | 55,95 | 443                 | 4,41   | –     |    |  |  |
| Italia Viva                                       | Emma Donnini ✔️ Sindaco | 5 819                | 55,95 | 106                 | 1,05   | –     |    |  |  |
| Insieme per Fucecchio                             | Emma Donnini ✔️ Sindaco | 5 819                | 55,95 | 105                 | 1,04   | –     |    |  |  |
| Azione                                            | Emma Donnini ✔️ Sindaco | 5 819                | 55,95 | 78                  | 0,78   | –     |    |  |  |
|                                                   | Vittorio Picchianti     | 4 248                | 40,84 | Fratelli d'Italia   | 2 234  | 22,22 | 4  |  |  |
| Forza Italia                                      | Vittorio Picchianti     | 4 248                | 40,84 | 899                 | 8,94   | 1     |    |  |  |
| Apertamente Fucecchio                             | Vittorio Picchianti     | 4 248                | 40,84 | 499                 | 4,96   | –     |    |  |  |
| Lega per Salvini Premier                          | Vittorio Picchianti     | 4 248                | 40,84 | 372                 | 3,70   | –     |    |  |  |
| Seggio di coalizione                              | Seggio di coalizione    | Seggio di coalizione | 40,84 | 1                   |        |       |    |  |  |
|                                                   | Fabrizia Morelli        | 334                  | 3,21  | Movimento 5 Stelle  | 324    | 3,22  | –  |  |  |
| Totale                                            | Totale                  | 10 401               | 100   |                     | 10 053 | 100   | 16 |  |  |
|                                                   |                         |                      |       |                     |        |       |    |  |  |
| Schede bianche                                    | Schede bianche          | 91                   | 0,85  |                     |        |       |    |  |  |
| Schede nulle                                      | Schede nulle            | 206                  | 1,93  |                     |        |       |    |  |  |
| Votanti                                           | Votanti                 | 10 698               | 62,56 |                     |        |       |    |  |  |
| Elettori                                          | Elettori                | 17 100               |       |                     |        |       |    |  |  |
|                                                   |                         |                      |       |                     |        |       |    |  |  |
| Fonte: Elezioni trasparenti - Comune di Fucecchio |                         |                      |       |                     |        |       |    |  |  |

### Lastra a Signa
|                                  | Emanuele Caporaso ✔️ Sindaco | 5 090                | 55,02 | Partito Democratico  | 3 693 | 40,93 | 9  |  |  |
| Socialisti e Indipendenti        | Emanuele Caporaso ✔️ Sindaco | 5 090                | 55,02 | 457                  | 5,07  | 1     |    |  |  |
| Lastra Civica                    | Emanuele Caporaso ✔️ Sindaco | 5 090                | 55,02 | 352                  | 3,90  | –     |    |  |  |
| Lastra a Signa al Centro         | Emanuele Caporaso ✔️ Sindaco | 5 090                | 55,02 | 265                  | 2,94  | –     |    |  |  |
| Azione - Siamo Europei           | Emanuele Caporaso ✔️ Sindaco | 5 090                | 55,02 | 250                  | 2,77  | –     |    |  |  |
|                                  | Paolo Giovannini             | 2 920                | 31,56 | Fratelli d'Italia    | 1 496 | 16,58 | 3  |  |  |
| Forza Italia                     | Paolo Giovannini             | 2 920                | 31,56 | 602                  | 6,67  | 1     |    |  |  |
| Unione Civica per Lastra a Signa | Paolo Giovannini             | 2 920                | 31,56 | 443                  | 4,91  | –     |    |  |  |
| Lega per Salvini Premier         | Paolo Giovannini             | 2 920                | 31,56 | 275                  | 3,05  | –     |    |  |  |
| Seggio di coalizione             | Seggio di coalizione         | Seggio di coalizione | 31,56 | 1                    |       |       |    |  |  |
|                                  | Giuseppe Bagni               | 886                  | 9,58  | Rinascita per Lastra | 846   | 9,38  | –  |  |  |
| Seggio di coalizione             | Seggio di coalizione         | Seggio di coalizione | 9,58  | 1                    |       |       |    |  |  |
|                                  | Daniele Sterrantino          | 356                  | 3,85  | Un'altra Lastra      | 343   | 3,80  | –  |  |  |
| Totale                           | Totale                       | 9 252                | 100   |                      | 9 022 | 100   | 16 |  |  |
|                                  |                              |                      |       |                      |       |       |    |  |  |
| Schede bianche                   | Schede bianche               | 137                  | 1,42  |                      |       |       |    |  |  |
| Schede nulle                     | Schede nulle                 | 254                  | 2,63  |                      |       |       |    |  |  |
| Votanti                          | Votanti                      | 9 643                | 62,49 |                      |       |       |    |  |  |
| Elettori                         | Elettori                     | 15 431               |       |                      |       |       |    |  |  |
|                                  |                              |                      |       |                      |       |       |    |  |  |
| Fonte: Comune di Lastra a Signa  |                              |                      |       |                      |       |       |    |  |  |

1. ↑  La lista comprende candidati di Rifondazione Comunista[4]

### Pontassieve
|                                                     | Carlo Boni ✔️ Sindaco | 7 031                | 67,39 | Partito Democratico | 4 624  | 45,64 | 8  |  |  |
| Carlo Boni Sindaco                                  | Carlo Boni ✔️ Sindaco | 7 031                | 67,39 | 1 225               | 12,09  | 2     |    |  |  |
| Pontassieve al Centro                               | Carlo Boni ✔️ Sindaco | 7 031                | 67,39 | 1 072               | 10,58  | 2     |    |  |  |
|                                                     | Cecilia Cappelletti   | 2 399                | 22,99 | Fratelli d'Italia   | 1 273  | 12,56 | 1  |  |  |
| Cappelletti Sindaco                                 | Cecilia Cappelletti   | 2 399                | 22,99 | 984                 | 9,71   | 1     |    |  |  |
| Seggio di coalizione                                | Seggio di coalizione  | Seggio di coalizione | 22,99 | 1                   |        |       |    |  |  |
|                                                     | Simone Gori           | 1 004                | 9,62  | Alternativa Comune  | 954    | 9,42  | –  |  |  |
| Seggio di coalizione                                | Seggio di coalizione  | Seggio di coalizione | 9,62  | 1                   |        |       |    |  |  |
| Totale                                              | Totale                | 10 434               | 100   |                     | 10 132 | 100   | 16 |  |  |
|                                                     |                       |                      |       |                     |        |       |    |  |  |
| Schede bianche                                      | Schede bianche        | 126                  | 1,17  |                     |        |       |    |  |  |
| Schede nulle                                        | Schede nulle          | 231                  | 2,14  |                     |        |       |    |  |  |
| Votanti                                             | Votanti               | 10 791               | 67,63 |                     |        |       |    |  |  |
| Elettori                                            | Elettori              | 15 956               |       |                     |        |       |    |  |  |
|                                                     |                       |                      |       |                     |        |       |    |  |  |
| Fonte: Elezioni trasparenti - Comune di Pontassieve |                       |                      |       |                     |        |       |    |  |  |

1. ↑  La lista comprende Azione, Italia Viva, LibDem, +Europa e Partito Socialista Italiano
2. ↑  La lista comprende Forza Italia e Lega per Salvini Premier
3. ↑  La lista comprende Movimento 5 Stelle, Rifondazione Comunista e Sinistra per Pontassieve

### San Casciano in Val di Pesa
|                                                                     | Roberto Ciappi ✔️ Sindaco | 6 563                | 71,91 | Partito Democratico      | 4 682 | 53,24 | 11 |  |  |
| Lista Volpe - Il Cuore Civico di San Casciano                       | Roberto Ciappi ✔️ Sindaco | 6 563                | 71,91 | 847                      | 9,63  | 1     |    |  |  |
| Sinistra Civica San Casciano                                        | Roberto Ciappi ✔️ Sindaco | 6 563                | 71,91 | 423                      | 4,81  | –     |    |  |  |
| Italia Viva                                                         | Roberto Ciappi ✔️ Sindaco | 6 563                | 71,91 | 289                      | 3,29  | –     |    |  |  |
| Impegno San Casciano Comune                                         | Roberto Ciappi ✔️ Sindaco | 6 563                | 71,91 | 146                      | 1,66  | –     |    |  |  |
|                                                                     | Benedetta Venezia         | 1 821                | 19,95 | Fratelli d'Italia        | 1 283 | 14,59 | 2  |  |  |
| Venezia Sindaco                                                     | Benedetta Venezia         | 1 821                | 19,95 | 455                      | 5,17  | –     |    |  |  |
| Seggio di coalizione                                                | Seggio di coalizione      | Seggio di coalizione | 19,95 | 1                        |       |       |    |  |  |
|                                                                     | Jadi Marinai              | 743                  | 8,14  | Sinistra Progetto Comune | 669   | 7,61  | –  |  |  |
| Seggio di coalizione                                                | Seggio di coalizione      | Seggio di coalizione | 8,14  | 1                        |       |       |    |  |  |
| Totale                                                              | Totale                    | 9 127                | 100   |                          | 8 794 | 100   | 16 |  |  |
|                                                                     |                           |                      |       |                          |       |       |    |  |  |
| Schede bianche                                                      | Schede bianche            | 126                  | 1,34  |                          |       |       |    |  |  |
| Schede nulle                                                        | Schede nulle              | 180                  | 1,91  |                          |       |       |    |  |  |
| Votanti                                                             | Votanti                   | 9 433                | 69,36 |                          |       |       |    |  |  |
| Elettori                                                            | Elettori                  | 13 600               |       |                          |       |       |    |  |  |
|                                                                     |                           |                      |       |                          |       |       |    |  |  |
| Fonte: Elezioni trasparenti - Comune di San Casciano in Val di Pesa |                           |                      |       |                          |       |       |    |  |  |

1. ↑  La lista comprende Forza Italia e Lega per Salvini Premier
2. ↑  La lista comprende candidati di Potere al Popolo! e Rifondazione Comunista

### Scandicci
|                                                   | Claudia Sereni ✔️ Sindaca | 13 646               | 55,81 | Partito Democratico        | 8 843  | 37,54 | 11 |  |  |
| Claudia Sereni Sindaca                            | Claudia Sereni ✔️ Sindaca | 13 646               | 55,81 | 1 808                      | 7,68   | 2     |    |  |  |
| Alleanza Verdi e Sinistra                         | Claudia Sereni ✔️ Sindaca | 13 646               | 55,81 | 1 283                      | 5,45   | 1     |    |  |  |
| Movimento 5 Stelle                                | Claudia Sereni ✔️ Sindaca | 13 646               | 55,81 | 1 092                      | 4,64   | 1     |    |  |  |
| Azione                                            | Claudia Sereni ✔️ Sindaca | 13 646               | 55,81 | 259                        | 1,10   | –     |    |  |  |
|                                                   | Giovanni Bellosi          | 5 140                | 21,02 | Scandicci Civica           | 2 917  | 12,38 | 3  |  |  |
| Scandicci al Centro                               | Giovanni Bellosi          | 5 140                | 21,02 | 1 316                      | 5,59   | 1     |    |  |  |
| Democratici per Scandicci                         | Giovanni Bellosi          | 5 140                | 21,02 | 603                        | 2,56   | –     |    |  |  |
| Seggio di coalizione                              | Seggio di coalizione      | Seggio di coalizione | 21,02 | 1                          |        |       |    |  |  |
|                                                   | Claudio Gemelli           | 4 887                | 19,99 | Fratelli d'Italia          | 3 456  | 14,67 | 3  |  |  |
| Lega per Salvini Premier                          | Claudio Gemelli           | 4 887                | 19,99 | 629                        | 2,67   | –     |    |  |  |
| Forza Italia - Partito Liberale Italiano          | Claudio Gemelli           | 4 887                | 19,99 | 597                        | 2,53   | –     |    |  |  |
| Seggio di coalizione                              | Seggio di coalizione      | Seggio di coalizione | 19,99 | 1                          |        |       |    |  |  |
|                                                   | Enzo Bellocci             | 776                  | 3,17  | Partito Comunista Italiano | 754    | 3,20  | –  |  |  |
| Totale                                            | Totale                    | 24 449               | 100   |                            | 23 557 | 100   | 24 |  |  |
|                                                   |                           |                      |       |                            |        |       |    |  |  |
| Schede bianche                                    | Schede bianche            | 231                  | 0,91  |                            |        |       |    |  |  |
| Schede nulle                                      | Schede nulle              | 590                  | 2,33  |                            |        |       |    |  |  |
| Votanti                                           | Votanti                   | 25 270               | 64,01 |                            |        |       |    |  |  |
| Elettori                                          | Elettori                  | 39 479               |       |                            |        |       |    |  |  |
|                                                   |                           |                      |       |                            |        |       |    |  |  |
| Fonte: Elezioni trasparenti - Comune di Scandicci |                           |                      |       |                            |        |       |    |  |  |

1. ↑  La lista comprende Italia Viva, Partito Socialista Italiano, LibDem e Scandicci Europa

### Signa
|                                               | Giampiero Fossi Accede al ballottaggio | 3 987                | 49,13 | Partito Democratico    | 2 245 | 28,63 | 7  |  |  |
| Lista Giampiero Fossi                         | Giampiero Fossi Accede al ballottaggio | 3 987                | 49,13 | 891                    | 11,36 | 3     |    |  |  |
| Progressisti per Signa                        | Giampiero Fossi Accede al ballottaggio | 3 987                | 49,13 | 274                    | 3,49  | –     |    |  |  |
| Signa Domani                                  | Giampiero Fossi Accede al ballottaggio | 3 987                | 49,13 | 251                    | 3,20  | –     |    |  |  |
| Insieme                                       | Giampiero Fossi Accede al ballottaggio | 3 987                | 49,13 | 238                    | 3,04  | –     |    |  |  |
|                                               | Monia Catalano Accede al ballottaggio  | 3 283                | 40,45 | Fratelli di Signa      | 1 152 | 14,69 | 3  |  |  |
| Uniti per Signa                               | Monia Catalano Accede al ballottaggio  | 3 283                | 40,45 | 1 096                  | 13,98 | 2     |    |  |  |
| Prima Signa                                   | Monia Catalano Accede al ballottaggio  | 3 283                | 40,45 | 330                    | 4,21  | –     |    |  |  |
| Signa nel Cuore                               | Monia Catalano Accede al ballottaggio  | 3 283                | 40,45 | 265                    | 3,38  | –     |    |  |  |
| Signa al Centro                               | Monia Catalano Accede al ballottaggio  | 3 283                | 40,45 | 178                    | 2,27  | –     |    |  |  |
| A Sinistra per Signa                          | Monia Catalano Accede al ballottaggio  | 3 283                | 40,45 | 121                    | 1,54  | –     |    |  |  |
| Seggio di coalizione                          | Seggio di coalizione                   | Seggio di coalizione | 40,45 | 1                      |       |       |    |  |  |
|                                               | Vincenzo De Franco                     | 582                  | 7,17  | Signa Libera           | 518   | 6,61  | –  |  |  |
|                                               | Francesco Draghi                       | 304                  | 3,75  | Rifondazione Comunista | 282   | 3,60  | –  |  |  |
| Totale                                        | Totale                                 | 8 116                | 100   |                        | 7 841 | 100   | 16 |  |  |
|                                               |                                        |                      |       |                        |       |       |    |  |  |
| Schede bianche                                | Schede bianche                         | 174                  | 2,03  |                        |       |       |    |  |  |
| Schede nulle                                  | Schede nulle                           | 301                  | 3,50  |                        |       |       |    |  |  |
| Votanti                                       | Votanti                                | 8 591                | 60,36 |                        |       |       |    |  |  |
| Elettori                                      | Elettori                               | 14 232               |       |                        |       |       |    |  |  |
|                                               |                                        |                      |       |                        |       |       |    |  |  |
| Fonte: Elezioni trasparenti - Comune di Signa |                                        |                      |       |                        |       |       |    |  |  |

Ballottaggio
| Candidati | Candidati                  | Voti  | %     |
| --------- | -------------------------- | ----- | ----- |
|           | Giampiero Fossi ✔️ Sindaco | 3.223 | 51,92 |
|           | Monia Catalano             | 2.985 | 48,08 |
| Totale    | Totale                     | 6.208 | 100   |

## Grosseto

### Follonica
|                                                   | Matteo Buoncristiani ✔️ Sindaco | 5 622                | 50,46 | Buoncristiani Sindaco       | 1 910  | 18,66 | 4  |  |  |
| Fratelli d'Italia                                 | Matteo Buoncristiani ✔️ Sindaco | 5 622                | 50,46 | 1 901                       | 18,58  | 4     |    |  |  |
| Forza Italia                                      | Matteo Buoncristiani ✔️ Sindaco | 5 622                | 50,46 | 630                         | 6,16   | 1     |    |  |  |
| Prima Follonica                                   | Matteo Buoncristiani ✔️ Sindaco | 5 622                | 50,46 | 384                         | 3,75   | 1     |    |  |  |
| Lega per Salvini Premier                          | Matteo Buoncristiani ✔️ Sindaco | 5 622                | 50,46 | 315                         | 3,08   | –     |    |  |  |
|                                                   | Andrea Pecorini                 | 5 079                | 45,58 | Partito Democratico         | 2 173  | 21,23 | 3  |  |  |
| Andrea Pecorini Sindaco                           | Andrea Pecorini                 | 5 079                | 45,58 | 1 029                       | 10,05  | 1     |    |  |  |
| Follonica a Sinistra                              | Andrea Pecorini                 | 5 079                | 45,58 | 920                         | 8,99   | 1     |    |  |  |
| Primavera Civica                                  | Andrea Pecorini                 | 5 079                | 45,58 | 584                         | 5,71   | –     |    |  |  |
| Seggio di coalizione                              | Seggio di coalizione            | Seggio di coalizione | 45,58 | 1                           |        |       |    |  |  |
|                                                   | Franca Ciani                    | 441                  | 3,96  | Democrazia Sovrana Popolare | 388    | 3,79  | –  |  |  |
| Totale                                            | Totale                          | 11 142               | 100   |                             | 10 234 | 100   | 24 |  |  |
|                                                   |                                 |                      |       |                             |        |       |    |  |  |
| Fonte: Elezioni trasparenti - Comune di Follonica |                                 |                      |       |                             |        |       |    |  |  |

1. ↑  La lista comprende Rifondazione Comunista[4]

### Comuni sotto i 15.000 abitanti
| Arcidosso              |  | Jacopo Marini (PD)        |  | Jacopo Marini (PD)        | 8 / 12  | 1.079 | 55,62  |
| Castel del Piano       |  | Michele Bartalini (LSP)   |  | Cinzia Pieraccini (Ind.)  | 8 / 12  | 1.236 | 54,21  |
| Cinigiano              |  | Romina Sani (PD)          |  | Luciano Monaci (PD)       | 7 / 10  | 671   | 55,09  |
| Civitella Paganico     |  | Alessandra Biondi (PD)    |  | Alessandra Biondi (PD)    | 8 / 12  | 1.087 | 71,33  |
| Isola del Giglio       |  | Sergio Ortelli (Ind.)     |  | Armando Schiaffino (Ind.) | 7 / 10  | 363   | 50,35  |
| Massa Marittima        |  | Marcello Giuntini (PD)    |  | Irene Marconi (PD)        | 8 / 12  | 1.822 | 45,57  |
| Monterotondo Marittimo |  | Giacomo Termine (PD)      |  | Giacomo Termine (PD)      | 7 / 10  | 599   | 92,72  |
| Montieri               |  | Nicola Verruzzi (PD)      |  | Nicola Verruzzi (PD)      | 7 / 10  | 343   | 65,58  |
| Roccastrada            |  | Francesco Limatola (Ind.) |  | Francesco Limatola (Ind.) | 8 / 12  | 2.173 | 52,34  |
| Santa Fiora            |  | Federico Balocchi (PD)    |  | Federico Balocchi (PD)    | 10 / 10 | 1.068 | 100,00 |
| Scarlino               |  | Francesca Travison (LSP)  |  | Francesca Travison (LSP)  | 8 / 12  | 806   | 40,00  |
| Seggiano               |  | Daniele Rossi (PD)        |  | Daniele Rossi (PD)        | 7 / 10  | 297   | 60,24  |
| Sorano                 |  | Pierandrea Vanni (Ind.)   |  | Ugo Lotti (FdI)           | 8 / 12  | 817   | 42,53  |

## Livorno

### Livorno
|                               | Luca Salvetti ✔️ Sindaco | 37 478               | 51,74 | Partito Democratico                 | 23 123 | 33,78 | 14 |  |  |
| Livorno Civica                | Luca Salvetti ✔️ Sindaco | 37 478               | 51,74 | 5 687                               | 8,31   | 3     |    |  |  |
| Protagonisti per la Città     | Luca Salvetti ✔️ Sindaco | 37 478               | 51,74 | 3 192                               | 4,66   | 2     |    |  |  |
| Alleanza Verdi e Sinistra     | Luca Salvetti ✔️ Sindaco | 37 478               | 51,74 | 2 787                               | 4,07   | 1     |    |  |  |
| Riformisti per il Futuro      | Luca Salvetti ✔️ Sindaco | 37 478               | 51,74 | 823                                 | 1,20   | –     |    |  |  |
|                               | Alessandro Guarducci     | 16 281               | 22,48 | Fratelli d'Italia                   | 8 700  | 12,71 | 3  |  |  |
| Guarducci Sindaco             | Alessandro Guarducci     | 16 281               | 22,48 | 2 904                               | 4,24   | 1     |    |  |  |
| Lega                          | Alessandro Guarducci     | 16 281               | 22,48 | 2 605                               | 3,81   | –     |    |  |  |
| Forza Italia                  | Alessandro Guarducci     | 16 281               | 22,48 | 1 642                               | 2,40   | –     |    |  |  |
| Seggio di coalizione          | Seggio di coalizione     | Seggio di coalizione | 22,48 | 1                                   |        |       |    |  |  |
|                               | Valentina Barale         | 13 659               | 18,86 | Movimento 5 Stelle                  | 5 389  | 7,87  | 3  |  |  |
| Buongiorno Livorno            | Valentina Barale         | 13 659               | 18,86 | 2 655                               | 3,88   | 1     |    |  |  |
| Livorno Popolare              | Valentina Barale         | 13 659               | 18,86 | 1 581                               | 2,31   | –     |    |  |  |
| Prospettiva Livorno           | Valentina Barale         | 13 659               | 18,86 | 1 307                               | 1,91   | –     |    |  |  |
| Rifondazione Comunista        | Valentina Barale         | 13 659               | 18,86 | 1 127                               | 1,65   | –     |    |  |  |
| Città Diversa                 | Valentina Barale         | 13 659               | 18,86 | 477                                 | 0,70   | –     |    |  |  |
| Seggio di coalizione          | Seggio di coalizione     | Seggio di coalizione | 18,86 | 1                                   |        |       |    |  |  |
|                               | Costanza Vaccaro         | 3 451                | 4,76  | Alternativa Popolare                | 1 726  | 2,52  | –  |  |  |
| Livorno per Loro              | Costanza Vaccaro         | 3 451                | 4,76  | 1 209                               | 1,77   | –     |    |  |  |
| Seggio di coalizione          | Seggio di coalizione     | Seggio di coalizione | 4,76  | 1                                   |        |       |    |  |  |
|                               | Lorenzo Cosimi           | 1 226                | 1,69  | Partito Comunista Italiano          | 1 189  | 1,74  | –  |  |  |
|                               | Giovanni Pezone          | 344                  | 0,47  | Per Livorno Giovanni Pezone Sindaco | 327    | 0,48  | –  |  |  |
| Totale                        | Totale                   | 72 439               | 100   |                                     | 68 450 | 100   | 32 |  |  |
|                               |                          |                      |       |                                     |        |       |    |  |  |
| Fonte: Ministero dell'interno |                          |                      |       |                                     |        |       |    |  |  |

1. ↑  Include candidati di +Europa, Italia Viva, Liberali Democratici Europei e Partito Socialista Italiano.
2. ↑  Include candidati di Azione.
3. ↑  Include candidati di Potere al Popolo! e Possibile.
4. ↑  La candidata sindaca Valentina Barale cede il suo seggio ad Aurora Trotta di Livorno Popolare[5]
5. ↑  Include candidati del Partito Animalista Italiano, Rinascita Toscana e Democrazia Cristiana.

### Cecina
|                                                | Salvatore Giangrande Accede al ballottaggio | 4 318                 | 30,12 | Giangrande Sindaco           | 1 439  | 10,76 | 1  |  |  |
| Fratelli d'Italia                              | Salvatore Giangrande Accede al ballottaggio | 4 318                 | 30,12 | 1 402                        | 10,48  | 1     |    |  |  |
| Forza Italia                                   | Salvatore Giangrande Accede al ballottaggio | 4 318                 | 30,12 | 673                          | 5,03   | –     |    |  |  |
| Marina + Cecina                                | Salvatore Giangrande Accede al ballottaggio | 4 318                 | 30,12 | 418                          | 3,12   | –     |    |  |  |
| Lega per Salvini Premier                       | Salvatore Giangrande Accede al ballottaggio | 4 318                 | 30,12 | 221                          | 1,65   | –     |    |  |  |
| Seggio del presidente                          | Seggio del presidente                       | Seggio del presidente | 30,12 | 1                            |        |       |    |  |  |
|                                                | Lia Burgalassi Accede al ballottaggio       | 3 891                 | 27,14 | Partito Democratico          | 2 944  | 22,01 | 9  |  |  |
| Civicamente                                    | Lia Burgalassi Accede al ballottaggio       | 3 891                 | 27,14 | 345                          | 2,58   | 1     |    |  |  |
| +Europa Verde                                  | Lia Burgalassi Accede al ballottaggio       | 3 891                 | 27,14 | 306                          | 2,29   | –     |    |  |  |
| Voci Connesse                                  | Lia Burgalassi Accede al ballottaggio       | 3 891                 | 27,14 | 171                          | 1,28   | –     |    |  |  |
|                                                | Domenico Di Pietro                          | 2 618                 | 18,26 | Fuori dal Comune             | 1 019  | 7,62  | –  |  |  |
| Palazzi Viva                                   | Domenico Di Pietro                          | 2 618                 | 18,26 | 651                          | 4,87   | –     |    |  |  |
| Cecina in Movimento                            | Domenico Di Pietro                          | 2 618                 | 18,26 | 367                          | 2,74   | –     |    |  |  |
| Generazioni Fuori dal Comune                   | Domenico Di Pietro                          | 2 618                 | 18,26 | 241                          | 1,80   | –     |    |  |  |
| Seggio di coalizione                           | Seggio di coalizione                        | Seggio di coalizione  | 18,26 | 1                            |        |       |    |  |  |
|                                                | Federico Pazzaglia                          | 1 683                 | 11,74 | Federico Pazzaglia Sindaco   | 654    | 4,89  | –  |  |  |
| Destra per Cecina                              | Federico Pazzaglia                          | 1 683                 | 11,74 | 485                          | 3,63   | –     |    |  |  |
| Cecina Insieme                                 | Federico Pazzaglia                          | 1 683                 | 11,74 | 374                          | 2,80   | –     |    |  |  |
| Seggio di coalizione                           | Seggio di coalizione                        | Seggio di coalizione  | 11,74 | 1                            |        |       |    |  |  |
|                                                | Federico Fulceri                            | 1 371                 | 9,56  | Marina Cresce                | 342    | 2,56  | –  |  |  |
| Cecina Riparte                                 | Federico Fulceri                            | 1 371                 | 9,56  | 293                          | 2,19   | –     |    |  |  |
| Vis                                            | Federico Fulceri                            | 1 371                 | 9,56  | 185                          | 1,38   | –     |    |  |  |
| Noi Propositivi                                | Federico Fulceri                            | 1 371                 | 9,56  | 172                          | 1,29   | –     |    |  |  |
| Cecina Cresce                                  | Federico Fulceri                            | 1 371                 | 9,56  | 157                          | 1,17   | –     |    |  |  |
| Palazzi Cresce                                 | Federico Fulceri                            | 1 371                 | 9,56  | 122                          | 0,91   | –     |    |  |  |
| Seggio di coalizione                           | Seggio di coalizione                        | Seggio di coalizione  | 9,56  | 1                            |        |       |    |  |  |
|                                                | Antonella Lavista                           | 241                   | 1,68  | Semplicemente Uniti          | 100    | 0,75  | –  |  |  |
| Semplicemente Cecina                           | Antonella Lavista                           | 241                   | 1,68  | 94                           | 0,70   | –     |    |  |  |
|                                                | Luciano Lorusso                             | 241                   | 1,68  | Movimento Orgoglio Tricolore | 203    | 1,52  | –  |  |  |
| Totale                                         | Totale                                      | 14 337                | 100   |                              | 13 378 | 100   | 16 |  |  |
|                                                |                                             |                       |       |                              |        |       |    |  |  |
| Schede bianche                                 | Schede bianche                              | 161                   | 1,08  |                              |        |       |    |  |  |
| Schede nulle                                   | Schede nulle                                | 391                   | 2,63  |                              |        |       |    |  |  |
| Votanti                                        | Votanti                                     | 14 889                | 62,92 |                              |        |       |    |  |  |
| Elettori                                       | Elettori                                    | 23 662                |       |                              |        |       |    |  |  |
|                                                |                                             |                       |       |                              |        |       |    |  |  |
| Fonte: Elezioni trasparenti - Comune di Cecina |                                             |                       |       |                              |        |       |    |  |  |

1. ↑  La lista comprende candidati di Azione
2. ↑  La lista comprende +Europa e Europa Verde
3. ↑  La lista comprende Volt Italia, Italia Viva e Partito Socialista Italiano

Ballottaggio
| Candidati | Candidati                 | Voti   | %     |
| --------- | ------------------------- | ------ | ----- |
|           | Lia Burgalassi ✔️ Sindaca | 6.261  | 54,08 |
|           | Salvatore Giangrande      | 5.316  | 45,92 |
| Totale    | Totale                    | 11.577 | 100   |

### Collesalvetti
|                                                           | Sara Paoli Accede al ballottaggio        | 2 181                | 27,08 | Partito Democratico          | 1 685 | 21,87 | 9  |  |  |
| Per una Donna Sindaco                                     | Sara Paoli Accede al ballottaggio        | 2 181                | 27,08 | 312                          | 4,05  | 1     |    |  |  |
| Riformisti per il Futuro                                  | Sara Paoli Accede al ballottaggio        | 2 181                | 27,08 | 114                          | 1,48  | –     |    |  |  |
|                                                           | Carlo Fredianelli Accede al ballottaggio | 1 773                | 22,01 | Fratelli d'Italia            | 830   | 10,77 | 1  |  |  |
| Lega per Salvini Premier                                  | Carlo Fredianelli Accede al ballottaggio | 1 773                | 22,01 | 416                          | 5,40  | –     |    |  |  |
| Buonsenso in Comune                                       | Carlo Fredianelli Accede al ballottaggio | 1 773                | 22,01 | 312                          | 4,05  | –     |    |  |  |
| Forza Italia                                              | Carlo Fredianelli Accede al ballottaggio | 1 773                | 22,01 | 148                          | 1,92  | –     |    |  |  |
| Seggio di coalizione                                      | Seggio di coalizione                     | Seggio di coalizione | 22,01 | 1                            |       |       |    |  |  |
|                                                           | Francesco Relli                          | 1 741                | 21,61 | Collesalvetti Civica         | 966   | 12,54 | 1  |  |  |
| Progetto Civico 2024                                      | Francesco Relli                          | 1 741                | 21,61 | 450                          | 5,84  | –     |    |  |  |
| Insieme per Stagno e Guasticce                            | Francesco Relli                          | 1 741                | 21,61 | 176                          | 2,28  | –     |    |  |  |
| Seggio di coalizione                                      | Seggio di coalizione                     | Seggio di coalizione | 21,61 | 1                            |       |       |    |  |  |
|                                                           | Emanuele Marcis                          | 1 692                | 21,01 | Cittadini in Comune          | 1 645 | 21,35 | 1  |  |  |
| Seggio di coalizione                                      | Seggio di coalizione                     | Seggio di coalizione | 21,01 | 1                            |       |       |    |  |  |
|                                                           | Alberto Benedetti                        | 668                  | 8,29  | La Sinistra di Collesalvetti | 650   | 8,44  | –  |  |  |
| Totale                                                    | Totale                                   | 8 055                | 100   |                              | 7 704 | 100   | 16 |  |  |
|                                                           |                                          |                      |       |                              |       |       |    |  |  |
| Schede bianche                                            | Schede bianche                           | 106                  | 1,27  |                              |       |       |    |  |  |
| Schede nulle                                              | Schede nulle                             | 171                  | 2,05  |                              |       |       |    |  |  |
| Votanti                                                   | Votanti                                  | 8 335                | 60,89 |                              |       |       |    |  |  |
| Elettori                                                  | Elettori                                 | 13 688               |       |                              |       |       |    |  |  |
|                                                           |                                          |                      |       |                              |       |       |    |  |  |
| Fonte: Albo del Pretorio online - Comune di Collesalvetti |                                          |                      |       |                              |       |       |    |  |  |

1. ↑  La lista comprende +Europa, Partito Socialista Italiano, Italia Viva e LibDem
2. ↑  La lista comprende Rifondazione Comunista, Partito Comunista Italiano e Sinistra Anticapitalista

Ballottaggio
| Candidati | Candidati             | Voti  | %     |
| --------- | --------------------- | ----- | ----- |
|           | Sara Paoli ✔️ Sindaca | 3.093 | 57,43 |
|           | Carlo Fredianelli     | 2.293 | 42,57 |
| Totale    | Totale                | 5.386 | 100   |

### Piombino
|                                    | Francesco Ferrari Accede al ballottaggio | 8 383                | 49,22 | Ferrari Sindaco        | 5 294  | 32,65 | 12 |  |  |
| Fratelli d'Italia                  | Francesco Ferrari Accede al ballottaggio | 8 383                | 49,22 | 1 123                  | 6,93   | 2     |    |  |  |
| Lega per Salvini Premier           | Francesco Ferrari Accede al ballottaggio | 8 383                | 49,22 | 637                    | 3,93   | 1     |    |  |  |
| Forza Italia - Siamo Piombino      | Francesco Ferrari Accede al ballottaggio | 8 383                | 49,22 | 336                    | 2,07   | –     |    |  |  |
| Lavoro e Ambiente - Insieme si Può | Francesco Ferrari Accede al ballottaggio | 8 383                | 49,22 | 236                    | 1,46   | –     |    |  |  |
| Futuro Piombino                    | Francesco Ferrari Accede al ballottaggio | 8 383                | 49,22 | 184                    | 1,13   | –     |    |  |  |
| Alleanza per Piombino              | Francesco Ferrari Accede al ballottaggio | 8 383                | 49,22 | 129                    | 0,80   | –     |    |  |  |
|                                    | Gianni Anselmi Accede al ballottaggio    | 6 055                | 35,55 | Partito Democratico    | 3 371  | 20,79 | 4  |  |  |
| Gianni Anselmi Sindaco             | Gianni Anselmi Accede al ballottaggio    | 6 055                | 35,55 | 1 399                  | 8,63   | 2     |    |  |  |
| Insieme a Sinistra                 | Gianni Anselmi Accede al ballottaggio    | 6 055                | 35,55 | 670                    | 4,13   | –     |    |  |  |
| Lista Ferrini - Piombino al Futuro | Gianni Anselmi Accede al ballottaggio    | 6 055                | 35,55 | 279                    | 1,72   | –     |    |  |  |
| Tengo a Piombino                   | Gianni Anselmi Accede al ballottaggio    | 6 055                | 35,55 | 112                    | 0,69   | –     |    |  |  |
| Seggio di coalizione               | Seggio di coalizione                     | Seggio di coalizione | 35,55 | 1                      |        |       |    |  |  |
|                                    | Fabrizio Callaioli                       | 1 973                | 11,59 | Rifondazione Comunista | 1 104  | 6,81  | 1  |  |  |
| Movimento 5 Stelle                 | Fabrizio Callaioli                       | 1 973                | 11,59 | 755                    | 4,66   | –     |    |  |  |
| Seggio di coalizione               | Seggio di coalizione                     | Seggio di coalizione | 11,59 | 1                      |        |       |    |  |  |
|                                    | Giuliano Parodi                          | 619                  | 3,63  | Progetto Piombino      | 587    | 3,62  | –  |  |  |
| Totale                             | Totale                                   | 17 030               | 100   |                        | 16 216 | 100   | 24 |  |  |
|                                    |                                          |                      |       |                        |        |       |    |  |  |
| Fonte: Comune di Piombino          |                                          |                      |       |                        |        |       |    |  |  |

1. ↑  La lista comprende +Europa, Partito Socialista Italiano, LibDem, Movimento Repubblicani Europei e Partito Repubblicano Italiano
2. ↑  La lista comprende Azione e Officina Piombino

Ballottaggio
| Candidati | Candidati                    | Voti   | %     |
| --------- | ---------------------------- | ------ | ----- |
|           | Francesco Ferrari ✔️ Sindaco | 8.402  | 57,48 |
|           | Gianni Anselmi               | 6.216  | 42,52 |
| Totale    | Totale                       | 14.618 | 100   |

### Rosignano Marittimo
| Candidati                         | Candidati                                | Voti                  | %     | Liste               | Voti   | %     | Seggi |
| --------------------------------- | ---------------------------------------- | --------------------- | ----- | ------------------- | ------ | ----- | ----- |
|                                   | Daniele Donati Accede al ballottaggio    | 5 373                 | 35,30 | Partito Democratico | 3 690  | 25,50 | 4     |
| Rosignano Attiva                  | Daniele Donati Accede al ballottaggio    | 5 373                 | 35,30 | 804                 | 5,56   | –     |       |
| In Comune                         | Daniele Donati Accede al ballottaggio    | 5 373                 | 35,30 | 580                 | 4,01   | –     |       |
| Riformisti per il Futuro          | Daniele Donati Accede al ballottaggio    | 5 373                 | 35,30 | 215                 | 1,49   | –     |       |
| Seggio del presidente             | Seggio del presidente                    | Seggio del presidente | 35,30 | 1                   |        |       |       |
|                                   | Claudio Marabotti Accede al ballottaggio | 4 745                 | 31,17 | Rosignano nel Cuore | 2 857  | 19,74 | 11    |
| Movimento 5 Stelle                | Claudio Marabotti Accede al ballottaggio | 4 745                 | 31,17 | 1 006               | 6,95   | 3     |       |
| Io Voto io Vinco                  | Claudio Marabotti Accede al ballottaggio | 4 745                 | 31,17 | 482                 | 3,33   | 1     |       |
|                                   | Roberto Testa                            | 4 648                 | 30,53 | Fratelli d'Italia   | 2 304  | 15,92 | 2     |
| Siamo Pronti                      | Roberto Testa                            | 4 648                 | 30,53 | 991                 | 6,85   | 1     |       |
| Forza Italia - Moderati per Testa | Roberto Testa                            | 4 648                 | 30,53 | 608                 | 4,20   | –     |       |
| Lega per Salvini Premier          | Roberto Testa                            | 4 648                 | 30,53 | 522                 | 3,61   | –     |       |
| Seggio di coalizione              | Seggio di coalizione                     | Seggio di coalizione  | 30,53 | 1                   |        |       |       |
|                                   | Paolo Bini                               | 456                   | 3,00  | Rosignano Migliore  | 413    | 2,85  | –     |
| Totale                            | Totale                                   | 15 222                | 100   |                     | 14 472 | 100   | 24    |

Ballottaggio
| Candidati | Candidati                    | Voti   | %     |
| --------- | ---------------------------- | ------ | ----- |
|           | Claudio Marabotti ✔️ Sindaco | 6.077  | 56,11 |
|           | Daniele Donati               | 4.753  | 43,89 |
| Totale    | Totale                       | 10.830 | 100   |

### Campiglia Marittima
|                                                             | Alberta Ticciati ✔️ Sindaca | Impegno Comune  | 3 677 | 57,14 | 11 |  |  |  |  |
|                                                             | Alessio Albertoni           | Cambiamo Futuro | 1 859 | 28,89 | 4  |  |  |  |  |
|                                                             | Matteo Tortolini            | La Svolta       | 899   | 13,97 | 1  |  |  |  |  |
| Totale                                                      | Totale                      |                 | 6 435 | 100   | 16 |  |  |  |  |
|                                                             |                             |                 |       |       |    |  |  |  |  |
| Fonte: Elezioni trasparenti - Comune di Campiglia Marittima |                             |                 |       |       |    |  |  |  |  |

1. ↑  La lista comprende Italia Viva, +Europa, LibDem e Partito Socialista Italiano
2. ↑  La lista comprende Rifondazione Comunista[6]
3. ↑  La lista comprende Partito Democratico
4. ↑  La lista comprende Fratelli d'Italia, Forza Italia, Lega, Azione, Italia Viva, Partito Socialista Italiano

### Comuni sotto i 15.000 abitanti
| Bibbona             |  | Massimo Fedeli (PD)     |  | Massimo Fedeli (PD)      | 8 / 12  | 1.184 | 66,55  |
| Capoliveri          |  | Walter Montagna (Ind.)  |  | Walter Montagna (Ind.)   | 12 / 12 | 1.821 | 100,00 |
| Castagneto Carducci |  | Sandra Scarpellini (PD) |  | Sandra Scarpellini (PD)  | 8 / 12  | 2.267 | 51,89  |
| Marciana            |  | Simone Barbi (Ind.)     |  | Simone Barbi (Ind.)      | 10 / 10 | 890   | 100,00 |
| Portoferraio        |  | Angelo Zini (PD)        |  | Tiziano Nocentini (Ind.) | 11 / 16 | 2.806 | 49,71  |
| Suvereto            |  | Jessica Pasquini (Ind.) |  | Jessica Pasquini (Ind.)  | 7 / 10  | 967   | 58,78  |

## Lucca

### Capannori
|                          | Giordano Del Chiaro ✔️ Sindaco | 13 869               | 62,35 | Partito Democratico | 6 022  | 28,27 | 8  |  |  |
| Capannori 2034           | Giordano Del Chiaro ✔️ Sindaco | 13 869               | 62,35 | 3 011               | 14,14  | 4     |    |  |  |
| Capannori Corre          | Giordano Del Chiaro ✔️ Sindaco | 13 869               | 62,35 | 2 930               | 13,76  | 3     |    |  |  |
| Sinistra con Capannori   | Giordano Del Chiaro ✔️ Sindaco | 13 869               | 62,35 | 1 337               | 6,28   | 1     |    |  |  |
|                          | Paolo Rontani                  | 7 484                | 33,64 | Fratelli d'Italia   | 3 597  | 16,89 | 4  |  |  |
| Rontani Sindaco          | Paolo Rontani                  | 7 484                | 33,64 | 1 927               | 9,05   | 2     |    |  |  |
| Capannori Cambia         | Paolo Rontani                  | 7 484                | 33,64 | 1 483               | 6,96   | 1     |    |  |  |
| Il Popolo della Famiglia | Paolo Rontani                  | 7 484                | 33,64 | 163                 | 0,77   | –     |    |  |  |
| Seggio di coalizione     | Seggio di coalizione           | Seggio di coalizione | 33,64 | 1                   |        |       |    |  |  |
|                          | Nicoletta Gini                 | 892                  | 4,01  | Capannori Popolare  | 829    | 3,89  | –  |  |  |
| Totale                   | Totale                         | 22 245               | 100   |                     | 21 299 | 100   | 24 |  |  |
|                          |                                |                      |       |                     |        |       |    |  |  |
| Comune di Capannori      |                                |                      |       |                     |        |       |    |  |  |

1. ↑  La lista comprende candidati di Azione
2. ↑  La lista comprende candidati di Volt Italia e Movimento 5 Stelle
3. ↑  La lista comprende Forza Italia, Noi Moderati e Lega per Salvini Premier
4. ↑  La lista comprende Rifondazione Comunista, Partito Comunista Italiano, Possibile e Potere al Popolo!

### Comuni sotto i 15.000 abitanti
| Barga                     |  | Caterina Campani (PD)               |  | Caterina Campani (PD)               | 8 / 12  | 2.438 | 44,96  |
| Borgo a Mozzano           |  | Patrizio Andreuccetti (PD)          |  | Patrizio Andreuccetti (PD)          | 8 / 12  | 2.341 | 61,03  |
| Camporgiano               |  | Francesco Pifferi Guasparini (Ind.) |  | Francesco Pifferi Guasparini (Ind.) | 7 / 10  | 961   | 72,47  |
| Careggine                 |  | Lucia Rossi (PD)                    |  | Lucia Rossi (PD)                    | 7 / 10  | 288   | 82,29  |
| Castelnuovo di Garfagnana |  | Andrea Tagliasacchi (PD)            |  | Andrea Tagliasacchi (PD)            | 8 / 12  | 2.646 | 80,52  |
| Castiglione di Garfagnana |  | Daniele Gaspari (Ind.)              |  | Daniele Gaspari (Ind.)              | 7 / 10  | 614   | 51,08  |
| Fabbriche di Vergemoli    |  | Michele Giannini (FdI)              |  | Michele Giannini (FdI)              | 7 / 10  | 280   | 56,68  |
| Fosciandora               |  | Moreno Lunardi (PD)                 |  | Moreno Lunardi (PD)                 | 7 / 10  | 245   | 63,14  |
| Gallicano                 |  | David Saisi (Ind.)                  |  | David Saisi (Ind.)                  | 8 / 12  | 1.395 | 61,37  |
| Minucciano                |  | Nicola Poli (Ind.)                  |  | Nicola Poli (Ind.)                  | 7 / 10  | 971   | 89,08  |
| Molazzana                 |  | Andrea Talani (PD)                  |  | Andrea Talani (PD)                  | 7 / 10  | 562   | 89,35  |
| Montecarlo                |  | Federico Carrara (Ind.)             |  | Marzia Bassini (FdI)                | 8 / 12  | 1.397 | 61,19  |
| Pescaglia                 |  | Andrea Bonfanti (PD)                |  | Andrea Bonfanti (PD)                | 8 / 12  | 1.144 | 62,82  |
| San Romano in Garfagnana  |  | Raffaella Mariani (PD)              |  | Raffaella Mariani (PD)              | 7 / 10  | 609   | 64,79  |
| Stazzema                  |  | Maurizio Verona (PD)                |  | Maurizio Verona (PD)                | 7 / 10  | 973   | 77,16  |
| Vagli Sotto               |  | Giovanni Lodovici (LSP)             |  | Mario Puglia (Ind.)                 | 7 / 10  | 359   | 89,75  |
| Villa Basilica            |  | Elisa Anelli (Az)                   |  | Giordano Ballini (Az)               | 7 / 10  | 357   | 36,1   |
| Villa Collemandina        |  | Francesco Pioli (Ind.)              |  | Francesco Pioli (Ind.)              | 10 / 10 | 630   | 100,00 |

## Pisa

### Ponsacco
| Candidati                                        | Candidati                     | II turno             | II turno            | I turno | I turno | Liste               | Voti  | %     | Seggi |
| Candidati                                        | Candidati                     | Voti                 | %                   | Voti    | %       | Liste               | Voti  | %     | Seggi |
| ------------------------------------------------ | ----------------------------- | -------------------- | ------------------- | ------- | ------- | ------------------- | ----- | ----- | ----- |
|                                                  | Gabriele Gasperini ✔️ Sindaco | 3 665                | 55,79               | 2 371   | 30,94   | Fratelli d'Italia   | 1 187 | 16,05 | 5     |
| Lega per Salvini Premier                         | Gabriele Gasperini ✔️ Sindaco | 3 665                | 55,79               | 2 371   | 30,94   | 433                 | 5,86  | 2     |       |
| Ponsacco Si.cura                                 | Gabriele Gasperini ✔️ Sindaco | 3 665                | 55,79               | 2 371   | 30,94   | 414                 | 5,60  | 2     |       |
| Forza Italia - Noi Moderati                      | Gabriele Gasperini ✔️ Sindaco | 3 665                | 55,79               | 2 371   | 30,94   | 251                 | 3,39  | 1     |       |
|                                                  | Fabrizio Lupi                 | 2 904                | 44,21               | 3 129   | 40,83   | Partito Democratico | 2 023 | 27,36 | 3     |
| Per Ponsacco con Paola Ferretti                  | Fabrizio Lupi                 | 2 904                | 44,21               | 3 129   | 40,83   | 642                 | 8,68  | –     |       |
| Ponsacco in Movimento                            | Fabrizio Lupi                 | 2 904                | 44,21               | 3 129   | 40,83   | 377                 | 5,10  | –     |       |
| Seggio di coalizione                             | Seggio di coalizione          | Seggio di coalizione | 44,21               | 3 129   | 40,83   | 1                   |       |       |       |
|                                                  | Federico D'Annibale           | Federico D'Annibale  | Federico D'Annibale | 2 163   | 28,23   | Insieme Cambiamo    | 967   | 13,08 | 1     |
| Civitas Ponsacco                                 | Federico D'Annibale           | Federico D'Annibale  | Federico D'Annibale | 2 163   | 28,23   | 770                 | 10,41 | –     |       |
| Ponsacco nel Cuore                               | Federico D'Annibale           | Federico D'Annibale  | Federico D'Annibale | 2 163   | 28,23   | 330                 | 4,46  | –     |       |
| Seggio di coalizione                             | Seggio di coalizione          | Seggio di coalizione | Federico D'Annibale | 2 163   | 28,23   | 1                   |       |       |       |
| Totale                                           | Totale                        | 6 569                | 100                 | 7 663   | 100     |                     | 7 394 | 100   | 16    |
|                                                  |                               |                      |                     |         |         |                     |       |       |       |
| Fonte: Elezioni trasparenti - Comune di Ponsacco |                               |                      |                     |         |         |                     |       |       |       |

1. ↑  La lista comprende Italia Viva, +Europa e Partito Socialista Italiano

### Pontedera
| Candidati                 | Candidati                  | II turno             | II turno         | I turno | I turno | Liste                | Voti   | %     | Seggi |
| Candidati                 | Candidati                  | Voti                 | %                | Voti    | %       | Liste                | Voti   | %     | Seggi |
| ------------------------- | -------------------------- | -------------------- | ---------------- | ------- | ------- | -------------------- | ------ | ----- | ----- |
|                           | Matteo Franconi ✔️ Sindaco | 6 274                | 53,90            | 6 938   | 49,30   | Partito Democratico  | 3 979  | 29,34 | 7     |
| Corri con Matteo Franconi | Matteo Franconi ✔️ Sindaco | 6 274                | 53,90            | 6 938   | 49,30   | 1 506                | 11,10  | 2     |       |
| Puccinelli per Pontedera  | Matteo Franconi ✔️ Sindaco | 6 274                | 53,90            | 6 938   | 49,30   | 707                  | 5,21   | 1     |       |
| Progetto Pontedera        | Matteo Franconi ✔️ Sindaco | 6 274                | 53,90            | 6 938   | 49,30   | 559                  | 4,12   | –     |       |
|                           | Matteo Bagnoli             | 5 366                | 46,10            | 5 338   | 37,93   | Fratelli d'Italia    | 3 034  | 22,37 | 4     |
| Lega per Salvini Premier  | Matteo Bagnoli             | 5 366                | 46,10            | 5 338   | 37,93   | 738                  | 5,44   | –     |       |
| Forza Italia              | Matteo Bagnoli             | 5 366                | 46,10            | 5 338   | 37,93   | 680                  | 5,01   | –     |       |
| Pontedera al Centro       | Matteo Bagnoli             | 5 366                | 46,10            | 5 338   | 37,93   | 650                  | 4,79   | –     |       |
| Seggio di coalizione      | Seggio di coalizione       | Seggio di coalizione | 46,10            | 5 338   | 37,93   | 1                    |        |       |       |
|                           | Denise Ciampi              | Denise Ciampi        | Denise Ciampi    | 927     | 6,59    | Pontedera a Sinistra | 895    | 6,60  | –     |
| Seggio di coalizione      | Seggio di coalizione       | Seggio di coalizione | Denise Ciampi    | 927     | 6,59    | 1                    |        |       |       |
|                           | Alberto Andreoli           | Alberto Andreoli     | Alberto Andreoli | 869     | 6,18    | Presidio Civico      | 815    | 6,01  | –     |
| Totale                    | Totale                     | 11 640               | 100              | 14 072  | 100     |                      | 13 563 | 100   | 24    |

### San Giuliano Terme
| Candidati                                | Candidati                   | Voti                 | %     | Liste               | Voti   | %     | Seggi |
| ---------------------------------------- | --------------------------- | -------------------- | ----- | ------------------- | ------ | ----- | ----- |
|                                          | Matteo Cecchelli ✔️ Sindaco | 10 488               | 65,05 | Partito Democratico | 6 154  | 39,39 | 10    |
| Sinistra Unita per un'Altra San Giuliano | Matteo Cecchelli ✔️ Sindaco | 10 488               | 65,05 | 1 712               | 10,96  | 3     |       |
| San Giuliano Terme Futura                | Matteo Cecchelli ✔️ Sindaco | 10 488               | 65,05 | 1 571               | 10,05  | 2     |       |
| Immagina San Giuliano Terme              | Matteo Cecchelli ✔️ Sindaco | 10 488               | 65,05 | 701                 | 4,49   | 1     |       |
|                                          | Ilaria Boggi                | 5 635                | 34,95 | Fratelli d'Italia   | 2 223  | 14,23 | 3     |
| Boggi Sindaco                            | Ilaria Boggi                | 5 635                | 34,95 | 1 764               | 11,29  | 3     |       |
| Lega per Salvini Premier                 | Ilaria Boggi                | 5 635                | 34,95 | 727                 | 4,65   | 1     |       |
| Forza Italia                             | Ilaria Boggi                | 5 635                | 34,95 | 499                 | 3,19   | –     |       |
| Giovani per Boggi sindaco                | Ilaria Boggi                | 5 635                | 34,95 | 274                 | 1,75   | –     |       |
| Seggio di coalizione                     | Seggio di coalizione        | Seggio di coalizione | 34,95 | 1                   |        |       |       |
| Totale                                   | Totale                      | 16 123               | 100   |                     | 15 625 | 100   | 24    |

### San Miniato
| Candidati                     | Candidati                  | II turno             | II turno       | I turno | I turno | Liste                  | Voti   | %     | Seggi |
| Candidati                     | Candidati                  | Voti                 | %              | Voti    | %       | Liste                  | Voti   | %     | Seggi |
| ----------------------------- | -------------------------- | -------------------- | -------------- | ------- | ------- | ---------------------- | ------ | ----- | ----- |
|                               | Simone Giglioli ✔️ Sindaco | 5 647                | 53,89          | 5 756   | 40,78   | Partito Democratico    | 4 845  | 35,66 | 9     |
| Noi per San Miniato           | Simone Giglioli ✔️ Sindaco | 5 647                | 53,89          | 5 756   | 40,78   | 782                    | 5,76   | 1     |       |
|                               | Michele Altini             | 4 832                | 46,11          | 4 185   | 29,65   | Altini Sindaco         | 1 950  | 14,35 | 2     |
| Fratelli d'Italia             | Michele Altini             | 4 832                | 46,11          | 4 185   | 29,65   | 1 934                  | 14,24  | 1     |       |
| Seggio di coalizione          | Seggio di coalizione       | Seggio di coalizione | 46,11          | 4 185   | 29,65   | 1                      |        |       |       |
|                               | Veronica Bagni             | Veronica Bagni       | Veronica Bagni | 1 773   | 12,56   | Filo Rosso             | 1 748  | 12,87 | –     |
| Seggio di coalizione          | Seggio di coalizione       | Seggio di coalizione | Veronica Bagni | 1 773   | 12,56   | 1                      |        |       |       |
|                               | Lucio Gussetti             | Lucio Gussetti       | Lucio Gussetti | 1 565   | 11,09   | Vita Nova              | 1 293  | 9,52  | –     |
| Stil Novo                     | Lucio Gussetti             | Lucio Gussetti       | Lucio Gussetti | 1 565   | 11,09   | 225                    | 1,66   | –     |       |
| Seggio di coalizione          | Seggio di coalizione       | Seggio di coalizione | Lucio Gussetti | 1 565   | 11,09   | 1                      |        |       |       |
|                               | Marzia Fattori             | Marzia Fattori       | Marzia Fattori | 837     | 5,93    | Riformisti San Miniato | 1 293  | 9,52  | –     |
| Totale                        | Totale                     | 10 479               | 100            | 14 116  | 100     |                        | 13 585 | 100   | 16    |
|                               |                            |                      |                |         |         |                        |        |       |       |
| Fonte: Ministero dell'interno |                            |                      |                |         |         |                        |        |       |       |

1. ↑  Include candidati di Rifondazione Comunista e Sinistra Italiana[7]
2. ↑  Include candidati di Rifondazione Comunista e Sinistra Italiana[8]
3. ↑  La lista comprende Partito Liberale Italiano e Noi Moderati
4. ↑  La lista comprende Forza Italia, Lega per Salvini Premier, Noi Moderati e Partito Liberale Italiano

### Comuni sotto i 15.000 abitanti
| Calci                     |  | Massimiliano Ghimenti (PD) |  | Massimiliano Ghimenti (PD) | 8 / 12  | 2.550 | 69,24  |
| Calcinaia                 |  | Cristiano Alderigi (PD)    |  | Cristiano Alderigi (PD)    | 11 / 16 | 4.065 | 68,42  |
| Capannoli                 |  | Arianna Cecchini (Ind.)    |  | Arianna Cecchini (Ind.)    | 8 / 12  | 1.780 | 49,65  |
| Casale Marittimo          |  | Claudia Manzi (PD)         |  | Claudia Manzi (PD)         | 7 / 10  | 418   | 65,62  |
| Casciana Terme Lari       |  | Mirko Terreni (PD)         |  | Paolo Mori (Ind.)          | 11 / 16 | 2.348 | 36,84  |
| Castelfranco di Sotto     |  | Gabriele Toti (PD)         |  | Fabio Mini (FdI)           | 11 / 16 | 2.575 | 42,67  |
| Castelnuovo Val di Cecina |  | Alberto Ferrini (Ind.)     |  | Alberto Ferrini (Ind.)     | 7 / 10  | 593   | 50,6   |
| Chianni                   |  | Giacomo Tarrini (PD)       |  | Giacomo Tarrini (PD)       | 10 / 10 | 557   | 100,00 |
| Crespina Lorenzana        |  | Thomas D'Addona (PD)       |  | David Bacci (PD)           | 8 / 12  | 1.564 | 59,22  |
| Fauglia                   |  | Alberto Lenzi (PD)         |  | Alberto Lenzi (PD)         | 8 / 12  | 1.131 | 62,38  |
| Guardistallo              |  | Sandro Ceccarelli (PSI)    |  | Sandro Ceccarelli (PSI)    | 7 / 10  | 441   | 64,47  |
| Lajatico                  |  | Alessio Barbafieri (PD)    |  | Fabio Tedeschi (Ind.)      | 10 / 10 | 453   | 100,00 |
| Montescudaio              |  | Simona Fedeli (PD)         |  | Loris Caprai (PD)          | 7 / 10  | 575   | 50,53  |
| Monteverdi Marittimo      |  | Francesco Govi (PD)        |  | Francesco Govi (PD)        | 7 / 10  | 266   | 55,88  |
| Montopoli in Val d'Arno   |  | Giovanni Capecchi (PD)     |  | Linda Vanni (PD)           | 11 / 16 | 2.426 | 42,55  |
| Palaia                    |  | Marco Gherardini (PD)      |  | Marica Guerrini (PD)       | 8 / 12  | 1.856 | 75,79  |
| Peccioli                  |  | Renzo Macelloni (PD)       |  | Renzo Macelloni (PD)       | 12 / 12 | 1.942 | 100,00 |
| Pomarance                 |  | Ilaria Bacci (Ind.)        |  | Graziano Pacini (Ind.)     | 8 / 12  | 1.537 | 51,91  |
| Santa Croce sull'Arno     |  | Giulia Deidda (PD)         |  | Roberto Giannoni (FI)      | 11 / 16 | 2.919 | 50,34  |
| Terricciola               |  | Mirko Bini (M5S)           |  | Matteo Arcenni (FdI)       | 8 / 12  | 1.328 | 53,7   |
| Vicopisano                |  | Matteo Ferrucci (Ind.)     |  | Matteo Ferrucci (Ind.)     | 8 / 12  | 3.802 | 85,73  |
| Volterra                  |  | Giacomo Santi (Ind.)       |  | Giacomo Santi (Ind.)       | 8 / 12  | 2.573 | 50,2   |

## Pistoia

### Agliana
| Candidati                | Candidati                 | II turno             | II turno             | I turno | I turno | Liste                      | Voti  | %     | Seggi |
| Candidati                | Candidati                 | Voti                 | %                    | Voti    | %       | Liste                      | Voti  | %     | Seggi |
| ------------------------ | ------------------------- | -------------------- | -------------------- | ------- | ------- | -------------------------- | ----- | ----- | ----- |
|                          | Luca Benesperi ✔️ Sindaco | 3 651                | 53,24                | 3 999   | 47,17   | Fratelli d'Italia          | 1 604 | 19,86 | 5     |
| Benesperi Sindaco        | Luca Benesperi ✔️ Sindaco | 3 651                | 53,24                | 3 999   | 47,17   | 1 420                      | 17,58 | 4     |       |
| Forza Italia             | Luca Benesperi ✔️ Sindaco | 3 651                | 53,24                | 3 999   | 47,17   | 503                        | 6,23  | 1     |       |
| Lega per Salvini Premier | Luca Benesperi ✔️ Sindaco | 3 651                | 53,24                | 3 999   | 47,17   | 271                        | 3,36  | –     |       |
|                          | Guido Del Fante           | 3 206                | 46,76                | 3 165   | 37,34   | Partito Democratico        | 2 203 | 27,28 | 3     |
| Agliana in Comune        | Guido Del Fante           | 3 206                | 46,76                | 3 165   | 37,34   | 671                        | 8,31  | 1     |       |
| Calenda per Agliana      | Guido Del Fante           | 3 206                | 46,76                | 3 165   | 37,34   | 102                        | 1,26  | –     |       |
| Seggio di coalizione     | Seggio di coalizione      | Seggio di coalizione | 46,76                | 3 165   | 37,34   | 1                          |       |       |       |
|                          | Ambra Torresi             | Ambra Torresi        | Ambra Torresi        | 757     | 8,93    | Agliana al Centro          | 752   | 9,31  | –     |
| Seggio di coalizione     | Seggio di coalizione      | Seggio di coalizione | Ambra Torresi        | 757     | 8,93    | 1                          |       |       |       |
|                          | Alessandro Bartolini      | Alessandro Bartolini | Alessandro Bartolini | 444     | 5,24    | Movimento 5 Stelle         | 437   | 5,41  | –     |
|                          | Roberto Bertini           | Roberto Bertini      | Roberto Bertini      | 112     | 1,32    | Partito Comunista Italiano | 113   | 1,40  | –     |
| Totale                   | Totale                    | 6 857                | 100                  | 8 477   | 100     |                            | 8 076 | 100   | 16    |

### Monsummano Terme
|                                                          | Simona De Caro ✔️ Sindaca | 5 591                | 56,49 | Partito Democratico        | 2 726 | 29,32 | 6  |  |  |
| Simona De Caro Sindaco di Tutti                          | Simona De Caro ✔️ Sindaca | 5 591                | 56,49 | 1 766                      | 18,99 | 3     |    |  |  |
| Insieme per De Caro Sindaco                              | Simona De Caro ✔️ Sindaca | 5 591                | 56,49 | 670                        | 7,21  | 1     |    |  |  |
|                                                          | Paolo Venturini           | 3 606                | 36,44 | Fratelli d'Italia          | 1 168 | 12,56 | 2  |  |  |
| Venturini Sindaco                                        | Paolo Venturini           | 3 606                | 36,44 | 692                        | 7,44  | 1     |    |  |  |
| Lega per Salvini Premier                                 | Paolo Venturini           | 3 606                | 36,44 | 615                        | 6,61  | 1     |    |  |  |
| Giuseppe Mignano per Venturini Sindaco                   | Paolo Venturini           | 3 606                | 36,44 | 495                        | 5,32  | 1     |    |  |  |
| Forza Italia                                             | Paolo Venturini           | 3 606                | 36,44 | 481                        | 5,17  | –     |    |  |  |
| Seggio di coalizione                                     | Seggio di coalizione      | Seggio di coalizione | 36,44 | 1                          |       |       |    |  |  |
|                                                          | Alberto Graziani          | 407                  | 4,11  | Movimento 5 Stelle         | 395   | 4,25  | –  |  |  |
|                                                          | Romolo Papaleo            | 151                  | 1,53  | Forza del Popolo           | 151   | 1,62  | –  |  |  |
|                                                          | Angelo Di Bianca          | 142                  | 1,43  | Partito Comunista Italiano | 143   | 1,54  | –  |  |  |
| Totale                                                   | Totale                    | 9 897                | 100   |                            | 9 298 | 100   | 16 |  |  |
|                                                          |                           |                      |       |                            |       |       |    |  |  |
| Fonte: Elezioni trasparenti - Comune di Monsummano Terme |                           |                      |       |                            |       |       |    |  |  |

### Montecatini Terme
| Candidati                                                 | Candidati                    | II turno             | II turno        | I turno | I turno | Liste                        | Voti  | %     | Seggi |
| Candidati                                                 | Candidati                    | Voti                 | %               | Voti    | %       | Liste                        | Voti  | %     | Seggi |
| --------------------------------------------------------- | ---------------------------- | -------------------- | --------------- | ------- | ------- | ---------------------------- | ----- | ----- | ----- |
|                                                           | Claudio Del Rosso ✔️ Sindaco | 3 499                | 50,06           | 2 494   | 27,23   | Claudio Del Rosso Sindaco    | 1 050 | 12,10 | 5     |
| Partito Democratico                                       | Claudio Del Rosso ✔️ Sindaco | 3 499                | 50,06           | 2 494   | 27,23   | 916                          | 10,55 | 4     |       |
| Movimento 5 Stelle                                        | Claudio Del Rosso ✔️ Sindaco | 3 499                | 50,06           | 2 494   | 27,23   | 250                          | 2,88  | 1     |       |
| Calenda per Montecatini Terme                             | Claudio Del Rosso ✔️ Sindaco | 3 499                | 50,06           | 2 494   | 27,23   | 157                          | 1,81  | –     |       |
|                                                           | Luca Baroncini               | 3 491                | 49,94           | 3 085   | 33,68   | Fratelli d'Italia            | 1 320 | 15,21 | 1     |
| Lega per Salvini Premier                                  | Luca Baroncini               | 3 491                | 49,94           | 3 085   | 33,68   | 924                          | 10,65 | 1     |       |
| Forza Italia                                              | Luca Baroncini               | 3 491                | 49,94           | 3 085   | 33,68   | 559                          | 6,44  | –     |       |
| Scelgo Montecatini                                        | Luca Baroncini               | 3 491                | 49,94           | 3 085   | 33,68   | 141                          | 1,62  | –     |       |
| Seggio di coalizione                                      | Seggio di coalizione         | Seggio di coalizione | 49,94           | 3 085   | 33,68   | 1                            |       |       |       |
|                                                           | Edoardo Fanucci              | Edoardo Fanucci      | Edoardo Fanucci | 2 484   | 27,12   | Fanucci Sindaco              | 1 229 | 14,16 | 1     |
| Patto per la Città                                        | Edoardo Fanucci              | Edoardo Fanucci      | Edoardo Fanucci | 2 484   | 27,12   | 622                          | 7,17  | 1     |       |
| Insieme con Brancoli                                      | Edoardo Fanucci              | Edoardo Fanucci      | Edoardo Fanucci | 2 484   | 27,12   | 438                          | 5,05  | –     |       |
| Seggio di coalizione                                      | Seggio di coalizione         | Seggio di coalizione | Edoardo Fanucci | 2 484   | 27,12   | 1                            |       |       |       |
|                                                           | Alberto Lapenna              | Alberto Lapenna      | Alberto Lapenna | 773     | 8,44    | Montecatini al Centro        | 758   | 8,73  | –     |
|                                                           | Franco Arena                 | Franco Arena         | Franco Arena    | 323     | 3,53    | Montecatini una Nuova Storia | 315   | 3,63  | –     |
| Totale                                                    | Totale                       | 6 990                | 100             | 9 159   | 100     |                              | 8 679 | 100   | 16    |
|                                                           |                              |                      |                 |         |         |                              |       |       |       |
| Schede bianche                                            | Schede bianche               | 110                  | 1,15            |         |         |                              |       |       |       |
| Schede nulle                                              | Schede nulle                 | 260                  | 2,73            |         |         |                              |       |       |       |
| Votanti                                                   | Votanti                      | 9 531                | 58,16           |         |         |                              |       |       |       |
| Elettori                                                  | Elettori                     | 16 388               |                 | 16 388  |         |                              |       |       |       |
|                                                           |                              |                      |                 |         |         |                              |       |       |       |
| Fonte: Elezioni trasparenti - Comune di Montecatini Terme |                              |                      |                 |         |         |                              |       |       |       |

1. ↑  Include candidati di Rifondazione Comunista, Sinistra Italiana e Sinistra Civica Ecologista[9]
2. ↑  La lista comprende Azione - Siamo Europei e Partito Repubblicano Italiano
3. ↑  La Lista comprende Italia Viva
4. ↑  La lista comprende Azione e Partito Repubblicano Italiano

## Prato

### Prato
|                                  | Ilaria Bugetti ✔️ Sindaca | 42 947               | 52,22 | Partito Democratico           | 26 339 | 33,53 | 15 |  |  |
| Bugetti - La Forza del Noi       | Ilaria Bugetti ✔️ Sindaca | 42 947               | 52,22 | 4 450                         | 5,66   | 2     |    |  |  |
| Questa è Prato                   | Ilaria Bugetti ✔️ Sindaca | 42 947               | 52,22 | 3 505                         | 4,46   | 1     |    |  |  |
| Movimento 5 Stelle               | Ilaria Bugetti ✔️ Sindaca | 42 947               | 52,22 | 3 060                         | 3,90   | 1     |    |  |  |
| Sinistra Unita Prato per Bugetti | Ilaria Bugetti ✔️ Sindaca | 42 947               | 52,22 | 3 054                         | 3,89   | 1     |    |  |  |
| +Europa                          | Ilaria Bugetti ✔️ Sindaca | 42 947               | 52,22 | 577                           | 0,73   | –     |    |  |  |
|                                  | Gianni Cenni              | 34 018               | 41,37 | Fratelli d'Italia             | 13 977 | 17,79 | 5  |  |  |
| Gianni Cenni Sindaco             | Gianni Cenni              | 34 018               | 41,37 | 11 063                        | 14,08  | 4     |    |  |  |
| Forza Italia - PLI               | Gianni Cenni              | 34 018               | 41,37 | 3 176                         | 4,04   | 1     |    |  |  |
| Lega                             | Gianni Cenni              | 34 018               | 41,37 | 2 336                         | 2,97   | 1     |    |  |  |
| Silli con Prato - Moderati       | Gianni Cenni              | 34 018               | 41,37 | 1 852                         | 2,36   | –     |    |  |  |
| Seggio di coalizione             | Seggio di coalizione      | Seggio di coalizione | 41,37 | 1                             |        |       |    |  |  |
|                                  | Mario Danieri             | 1 931                | 2,35  | Prato Merita                  | 1 931  | 2,46  | –  |  |  |
|                                  | Jonathan Targetti         | 1 906                | 2,32  | Targettopoli                  | 1 839  | 2,34  | –  |  |  |
|                                  | Mirko Castellani          | 726                  | 0,88  | Partito Comunista Italiano    | 701    | 0,89  | –  |  |  |
|                                  | Paola Battaglieri         | 708                  | 0,86  | Alternativa per i Beni Comuni | 699    | 0,89  | –  |  |  |
| Totale                           | Totale                    | 82 236               | 100   |                               | 78 559 | 100   | 32 |  |  |
|                                  |                           |                      |       |                               |        |       |    |  |  |
| Fonte: Ministero dell'interno    |                           |                      |       |                               |        |       |    |  |  |

1. ↑  Include candidati dell’UdC.
2. ↑  Include candidati di Azione, Italia Viva, PSI e LibDem Europei.
3. ↑  Include candidati di Radicali Italiani e dissidenti di +Europa.

### Montemurlo
|                                                    | Simone Calamai ✔️ Sindaco | 6 698                | 76,48 | Partito Democratico | 4 848 | 56,97 | 10 |  |  |
| Amare Montemurlo                                   | Simone Calamai ✔️ Sindaco | 6 698                | 76,48 | 796                 | 9,35  | 1     |    |  |  |
| Alleanza Verdi e Sinistra - Possibile              | Simone Calamai ✔️ Sindaco | 6 698                | 76,48 | 520                 | 6,11  | 1     |    |  |  |
| Montemurlo al Centro                               | Simone Calamai ✔️ Sindaco | 6 698                | 76,48 | 341                 | 4,01  | –     |    |  |  |
|                                                    | Lorenzo Marchi            | 2 060                | 23,52 | Fratelli d'Italia   | 1 447 | 17,00 | 3  |  |  |
| Lega per Salvini Premier                           | Lorenzo Marchi            | 2 060                | 23,52 | 204                 | 2,40  | –     |    |  |  |
| Insieme per Montemurlo                             | Lorenzo Marchi            | 2 060                | 23,52 | 184                 | 2,16  | –     |    |  |  |
| Forza Italia                                       | Lorenzo Marchi            | 2 060                | 23,52 | 170                 | 2,00  | –     |    |  |  |
| Seggio di coalizione                               | Seggio di coalizione      | Seggio di coalizione | 23,52 | 1                   |       |       |    |  |  |
| Totale                                             | Totale                    | 8 758                | 100   |                     | 8 510 | 100   | 16 |  |  |
|                                                    |                           |                      |       |                     |       |       |    |  |  |
| Fonte: Elezioni trasparenti - Comune di Montemurlo |                           |                      |       |                     |       |       |    |  |  |

1. ↑  La lista include Italia Viva, Azione e Partito Socialista Italiano

## Siena

### Colle di Val d'Elsa
| Candidati                                                   | Candidati            | II turno             | II turno         | I turno | I turno | Liste                | Voti   | %     | Seggi |
| Candidati                                                   | Candidati            | Voti                 | %                | Voti    | %       | Liste                | Voti   | %     | Seggi |
| ----------------------------------------------------------- | -------------------- | -------------------- | ---------------- | ------- | ------- | -------------------- | ------ | ----- | ----- |
|                                                             | Piero Pii ✔️ Sindaco | 5 049                | 52,54            | 5 026   | 43,92   | Piero Pii Sindaco    | 1 841  | 17,23 | 4     |
| Su per Colle                                                | Piero Pii ✔️ Sindaco | 5 049                | 52,54            | 5 026   | 43,92   | 1 566                | 14,66  | 3     |       |
| Colle Domani                                                | Piero Pii ✔️ Sindaco | 5 049                | 52,54            | 5 026   | 43,92   | 1 222                | 11,44  | 3     |       |
|                                                             | Riccardo Vannetti    | 4 560                | 47,46            | 4 269   | 37,30   | Partito Democratico  | 2 488  | 23,28 | 2     |
| Colle per Vannetti Sindaco                                  | Riccardo Vannetti    | 4 560                | 47,46            | 4 269   | 37,30   | 889                  | 8,32   | 1     |       |
| La Sinistra per Colle                                       | Riccardo Vannetti    | 4 560                | 47,46            | 4 269   | 37,30   | 324                  | 3,03   | –     |       |
| Rigenerazione                                               | Riccardo Vannetti    | 4 560                | 47,46            | 4 269   | 37,30   | 258                  | 2,41   | –     |       |
| Uniti per Colle di Val d'Elsa                               | Riccardo Vannetti    | 4 560                | 47,46            | 4 269   | 37,30   | 93                   | 0,87   | –     |       |
| Seggio di coalizione                                        | Seggio di coalizione | Seggio di coalizione | 47,46            | 4 269   | 37,30   | 1                    |        |       |       |
|                                                             | Angela Bargi         | Angela Bargi         | Angela Bargi     | 1 918   | 16,76   | Angela Bargi Sindaco | 978    | 9,15  | 1     |
| Fratelli d'Italia                                           | Angela Bargi         | Angela Bargi         | Angela Bargi     | 1 918   | 16,76   | 675                  | 6,32   | –     |       |
| Bargi Sindaco                                               | Angela Bargi         | Angela Bargi         | Angela Bargi     | 1 918   | 16,76   | 127                  | 1,19   | –     |       |
| Seggio di coalizione                                        | Seggio di coalizione | Seggio di coalizione | Angela Bargi     | 1 918   | 16,76   | 1                    |        |       |       |
|                                                             | Claudio Toticchi     | Claudio Toticchi     | Claudio Toticchi | 231     | 2,02    | Colle Insorge        | 224    | 2,10  | –     |
| Totale                                                      | Totale               | 9 609                | 100              | 11 444  | 100     |                      | 10 685 | 100   | 16    |
|                                                             |                      |                      |                  |         |         |                      |        |       |       |
| Fonte: Elezioni trasparenti - Comune di Colle di Val d'Elsa |                      |                      |                  |         |         |                      |        |       |       |

1. ↑  La lista comprende +Europa e Partito Socialista Italiano
2. ↑  La lista include Forza Italia, Lega per Salvini Premier, Partito Liberale Italiano e Unione di Centro

### Poggibonsi
| Candidati                                          | Candidati                | II turno             | II turno          | I turno | I turno | Liste                  | Voti   | %     | Seggi |
| Candidati                                          | Candidati                | Voti                 | %                 | Voti    | %       | Liste                  | Voti   | %     | Seggi |
| -------------------------------------------------- | ------------------------ | -------------------- | ----------------- | ------- | ------- | ---------------------- | ------ | ----- | ----- |
|                                                    | Susanna Cenni ✔️ Sindaca | 6 889                | 60,62             | 6 975   | 48,91   | Partito Democratico    | 4 790  | 34,61 | 7     |
| Futura                                             | Susanna Cenni ✔️ Sindaca | 6 889                | 60,62             | 6 975   | 48,91   | 1 272                  | 9,19   | 2     |       |
| Uniti per Poggibonsi                               | Susanna Cenni ✔️ Sindaca | 6 889                | 60,62             | 6 975   | 48,91   | 781                    | 5,64   | 1     |       |
|                                                    | Angela Picardi           | 4 476                | 39,38             | 4 278   | 30,00   | Fratelli d'Italia      | 2 018  | 14,58 | 2     |
| Forza Italia                                       | Angela Picardi           | 4 476                | 39,38             | 4 278   | 30,00   | 960                    | 6,94   | 1     |       |
| Poggibonsi Merita                                  | Angela Picardi           | 4 476                | 39,38             | 4 278   | 30,00   | 288                    | 2,08   | –     |       |
| Lega per Salvini Premier                           | Angela Picardi           | 4 476                | 39,38             | 4 278   | 30,00   | 834                    | 6,03   | –     |       |
| Seggio di coalizione                               | Seggio di coalizione     | Seggio di coalizione | 39,38             | 4 278   | 30,00   | 1                      |        |       |       |
|                                                    | Claudio Lucii            | Claudio Lucii        | Claudio Lucii     | 1 947   | 13,65   | Vivi Poggibonsi        | 1 879  | 13,58 | –     |
| Seggio di coalizione                               | Seggio di coalizione     | Seggio di coalizione | Claudio Lucii     | 1 947   | 13,65   | 1                      |        |       |       |
|                                                    | Loriano Checcucci        | Loriano Checcucci    | Loriano Checcucci | 1 062   | 7,45    | Rifondazione Comunista | 1 019  | 7,36  | –     |
| Seggio di coalizione                               | Seggio di coalizione     | Seggio di coalizione | Loriano Checcucci | 1 062   | 7,45    | 1                      |        |       |       |
| Totale                                             | Totale                   | 11 365               | 100               | 14 262  | 100     |                        | 13 841 | 100   | 16    |
|                                                    |                          |                      |                   |         |         |                        |        |       |       |
| Fonte: Elezioni trasparenti - Comune di Poggibonsi |                          |                      |                   |         |         |                        |        |       |       |

1. ↑  La lista comprende Italia Viva, Partito Socialista Italiano e +Europa
2. ↑  La lista comprende Unione di Centro e Partito Liberale Italiano

### Comuni sotto i 15.000 abitanti
| Abbadia San Salvatore  |  | Fabrizio Tondi (PD)           |  | Niccolò Volpini (PD)          | 8 / 12  | 1.129 | 33,23  |
| Asciano                |  | Fabrizio Nucci (PD)           |  | Fabrizio Nucci (PD)           | 8 / 12  | 1.926 | 62,19  |
| Buonconvento           |  | Riccardo Conti (PD)           |  | Riccardo Conti (PD)           | 8 / 12  | 844   | 56,3   |
| Casole d'Elsa          |  | Pierandrea Vignoli (Ind.)     |  | Pierandrea Vignoli (Ind.)     | 8 / 12  | 1.102 | 48,44  |
| Castellina in Chianti  |  | Marcello Bonechi (PD)         |  | Giuseppe Stiaccini (PD)       | 7 / 10  | 728   | 52,6   |
| Castelnuovo Berardenga |  | Fabrizio Nepi (PD)            |  | Fabrizio Nepi (PD)            | 8 / 12  | 2.859 | 67,24  |
| Castiglione d'Orcia    |  | Claudio Galletti (PD)         |  | Luca Rossi (PD)               | 7 / 10  | 704   | 68,02  |
| Cetona                 |  | Roberto Cottini (PD)          |  | Roberto Cottini (PD)          | 7 / 10  | 1.148 | 85,35  |
| Chianciano Terme       |  | Andrea Marchetti (FdI)        |  | Grazia Torelli (PD)           | 8 / 12  | 1.505 | 43,53  |
| Chiusdino              |  | Luciana Bartaletti (PD)       |  | Luciana Bartaletti (PD)       | 7 / 10  | 734   | 88,43  |
| Gaiole in Chianti      |  | Michele Pescini (Ind.)        |  | Michele Pescini (Ind.)        | 7 / 10  | 781   | 56,84  |
| Montepulciano          |  | Michele Angiolini (PD)        |  | Michele Angiolini (PD)        | 11 / 16 | 3.542 | 53,33  |
| Monteriggioni          |  | Andrea Frosini (PD)           |  | Andrea Frosini (PD)           | 8 / 12  | 3.206 | 64,89  |
| Monteroni d'Arbia      |  | Gabriele Berni (PD)           |  | Gabriele Berni (PD)           | 8 / 12  | 2.558 | 60,52  |
| Murlo                  |  | Davide Ricci (Ind.)           |  | Davide Ricci (Ind.)           | 7 / 10  | 860   | 68,09  |
| Piancastagnaio         |  | Luigi Vagaggini (Ind.)        |  | Franco Capocchi (Ind.)        | 8 / 12  | 1.361 | 61,75  |
| Pienza                 |  | Manolo Garosi (LP)            |  | Manolo Garosi (LP)            | 7 / 10  | 733   | 59,26  |
| Radda in Chianti       |  | Pier Paolo Mugnaini (Ind.)    |  | Pier Paolo Mugnaini (Ind.)    | 10 / 10 | 545   | 100,00 |
| Radicofani             |  | Francesco Fabbrizzi (Ind.)    |  | Francesco Fabbrizzi (Ind.)    | 10 / 10 | 492   | 100,00 |
| Radicondoli            |  | Francesco Guarguaglini (Ind.) |  | Francesco Guarguaglini (Ind.) | 7 / 10  | 302   | 53,17  |
| Rapolano Terme         |  | Alessandro Starnini (PD)      |  | Alessandro Starnini (PD)      | 8 / 12  | 2.165 | 87,12  |
| San Casciano dei Bagni |  | Agnese Carletti (Ind.)        |  | Agnese Carletti (Ind.)        | 10 / 10 | 698   | 100,00 |
| San Gimignano          |  | Andrea Marrucci (PD)          |  | Andrea Marrucci (PD)          | 8 / 12  | 3.164 | 84,92  |
| San Quirico d'Orcia    |  | Danilo Maramai (PD)           |  | Marco Bartoli (PD)            | 7 / 10  | 932   | 89,7   |
| Sinalunga              |  | Edo Zacchei (PD)              |  | Edo Zacchei (PD)              | 11 / 16 | 3.102 | 53,25  |
| Sovicille              |  | Giuseppe Gugliotti (PD)       |  | Giuseppe Gugliotti (PD)       | 8 / 12  | 2.424 | 52,35  |
| Torrita di Siena       |  | Giacomo Grazi (PD)            |  | Giacomo Grazi (PD)            | 8 / 12  | 2.544 | 72,77  |